# 新幹線300系電車
新幹線300系電車（しんかんせん300けいでんしゃ）は、1990年（平成2年）に東海旅客鉄道（JR東海）が開発した東海道・山陽新幹線の第三世代新幹線電車である。

## 概要
270km/h走行を行う「のぞみ」用車両かつ0系置き換え用として開発された。1990年に量産先行試作車が登場し、その後1992年（平成4年）3月14日に営業運転を開始した。量産先行車のデザインは元日産自動車デザイナーであった福田哲夫が中心となり風洞実験の結果をもとに試作段階の形状を練り上げ、量産車のデザインは手銭正道、戸谷毅史、松本哲夫、木村一男が担当した。
その後、1993年（平成5年）3月18日から「のぞみ」の運転区間を博多駅まで延長することが決定し、西日本旅客鉄道でも同仕様の3000番台F編成を9編成製造・投入し、東京駅 - 博多駅間をグランドひかりより43分速い5時間4分で結んだ。また外部記事の一部ではJR西日本の本系列を300N系と呼ぶことがある。
日本車輌製造・日立製作所・川崎重工業・近畿車輛に発注され、最終的にJ編成61本・976両とF編成9本・144両の合わせて70本・1,120両が製造された。
本系列の登場当時、旅客向けの広告や時刻表などで形式名を使うことが一般的ではなく、500系や700系が登場するまでは「のぞみ型車両」と称されていた。

## 開発の経緯
「のぞみ」の原形である「スーパーひかり」の開発スタートは1988年1月にまでさかのぼる。JR東海内に「新幹線速度向上プロジェクト委員会」が設置され、同年1月28日に1回目の講義がおこなわれた。この委員会では、100系のあとを継ぐ300系の開発について検討する委員会であった。
「のぞみ」の目的はできるだけ速く東京駅 - 新大阪駅間を結ぶことであり、そのライバルとしては航空機があった。羽田空港 - 伊丹空港間の航空機は、飛行時間は1時間ほどで済むが、東京や大阪市の中心部から空港までの移動や搭乗手続きなどで時間を要する場合が多い。この航空機対抗策として2時間30分運転であれば、空の客を取ることができるのではないかという計算があったからである。「のぞみ」の当初のキャッチフレーズは「（午前）9時の会議に間に合う」であった。
これらの事情や、線路設備の面から検討された結果、運転速度は270 km/hに設定された。
初代新幹線である0系は、最高速度が220 km/hで軸重が16 tであった。300系を開発するにあたり、270 km/h走行時で0系220 km/h走行時と同じ、もしくはそれ以下の騒音と振動に抑えるにはどこまで軽量化をすればよいか検討された。そこで、0系の車両から電動機や抵抗器といった走行機器を取り外して軽量化、付随車とした上で編成中央に挟まれてテスト走行が1988年5月24日 - 6月3日の間に浜松駅 - 名古屋駅間で実施された。この即席の付随車の車重は44 tであった。このほかにも、56 tの空車、水などを積んで64 tにした空車などが用いられテストされた。
0系の最高速度は前述のように220 km/hであったため、得られたデータを、270 km/hではどのような値になるかをフィールド試験によって計算すると、軸重にして11.3 t以下であれば、現行の車両の振動値を越さないことがわかった。300系以降、東海道・山陽新幹線を走行する車両は、軸重11.3 t以下を目標に設計されている。

### 地上施設の改良
東海道区間に多数存在するR2500のカーブではカント量は180 mmであったが、300系の運転開始に伴い限界までの200 mmに変更された。また、R3000のカーブでも、カント量が150 mmから180 mmに変更された。こうすることで、これらの区間でも最大255 km/hで走行できるようにした。このカント量の変更工事は、東海道新幹線の約1/4である120 km上で実施された。
また、従来の車両と最高速度が異なるため、ATCにも改良が加えられた。まず、ATCを270 km/hにも対応させるため、ATCが2周波数化された。新たに高速側に信号を増やすことになったが、従来の1周波数方式では情報が乗りきらなくなるためである。加えて、閉塞区間の長さを、安全性の面から再検討して従来の10 kmから8.5 kmに短縮した。こうすることで、従来のダイヤに高速化した300系を加えることができるようにした。
その他にも、東海道新幹線の饋電方式を、BT饋電方式からAT饋電方式に変更した。これは、300系は編成内に特高圧引通線を引き通し、そこに3基のパンタグラフを装備して、編成内の各ユニットに架線からの電気を供給するため、BT饋電方式の場合だと、約4 kmごとに架線に挿入されるブースタートランスによってトロリー線にブースターセクションが設けられるため、そこを通過すると、交流周波数の位相差により、パンタグラフの間で特高圧引通線を介して電気が流れトラブルが発生すること、負荷電流が大きいと通過時の一時的な遮断により過大なアークが発生してしまうためであり、1991年までにAT饋電方式に改良された。その結果、沿線に25ヶ所あった変電所が増強も含めて16ヶ所に減らされた。

## 車両概説

### 外観
軽量化の観点から、東海道・山陽新幹線用車両で初のアルミニウム合金を使用したシングルスキン構造の構体を採用した。これにより100系では9.3 tあった構体重量は6.8 tにまで軽量化することが可能になった。
屋根板、側外板、床面には、全長24.5 m、最大幅600 mmのA6N01S-T5部材を、床と外板交差部分にあたる側梁および横梁は強度が必要なことから、中空形材およびA7N01S-T5部材を使用している。また、軽量化の観点から室内床にはアルミハニカムパネルを、騒音防止の観点から主変圧器付近の床下には鋼製パネルを張り付けている。これらの特徴により、車体単体質量を6.0 tと大幅に軽減した。営業用新幹線として初めてのアルミニウム製車体であった200系の8.5 tと比べて2.5 tの軽量化を達成した。
| 初期車のプラグドア |  | 後期車の引き戸 |
| 初期車のプラグドア |  | 後期車の引き戸 |

空気抵抗低減のために車体断面を縮小し、車高は100系より約40 cm低くなった。走行時の空力音を軽減するために、運転台周りは滑らかに仕上げられ、スカートと一体構造になっている。さらに低重心化のため、同系列までは天井にあった空調装置を床下に移動した。そのため、窓間の柱内のダクトを経由して送風する構造になった。側窓は再び狭窓となった一方で、窓框高さは100系までの855 mmから一転して710 mmと低くされた。
初期車両は空気抵抗低減のため、ドアを閉めた際に車体との段差のないプラグドアを採用していたが、構造が複雑でトラブルが多かったことに加え、コストのわりに騒音低減効果が少なかったことから、1993（平成5）年度初の増備車であるJ16編成・F6編成より通常の引き戸に変更した。また100系まで屋根の肩に付いていた雨どいは省略され、ドア上部のみに水切りを設置する簡易的なものになった。以降この方式は現在の新幹線車両で主流となっている。
前部標識灯の際はそのまま点灯し、後部標識灯の際には赤色のフィルターが自動的に装着されて赤く点灯しているように見える構造を採用してきたが、この構造は本系列が最後となり、500系以降の新型新幹線車両ではフィラメント構造の前照灯と発光ダイオードの尾灯が完全に分離されている。

### 主要機器

#### 電源・制御機器
架線からの単相交流25 kVを主変圧器で降圧した上で、主変換装置で単相交流から直流、さらに三相交流へと変換して交流電源とした。その交流電源で主電動機を駆動した。
M1+T+M2ユニットを採用し、M1車には主変換装置・補助電源装置が、M2車には主変換装置が、T車には主変圧器・集電装置・空気圧縮機が搭載される。床下の平滑化による騒音の低減と着雪障害の防止のため、床下機器機器類を収納する簡易ふさぎ板が設けられている。電機品は三菱電機、東芝、日立製作所、富士電機の4社が製作している。
主変圧器（TTM1形） は強制風冷式を採用し、2,900 kVAの容量を備える。二次巻線が2,500 kVA（単相交流885V,60Hz）、補助電源用の三次巻線が400 kVA（単相交流443V,60Hz）を備えており、重量は3,063 kg（冷却用ブロワー含む）である。
主変換装置（TCI 1形）は、GTO素子を利用したPWMコンバータ2基+VVVFインバータ1基で構成されている。コンバータ・インバータとも4,500V - 3,000AのGTO素子を使用しており、素子の冷却は液体沸騰冷却強制風冷式、重量は2,750 kgである。制御方式は2レベル制御により、電圧･電流波形を交流の正弦波に近い形としている。GTO素子はスイッチング周波数が低いため、発車時と停車時に電動機からの磁励音が目立つ。
主電動機は 、かご形三相誘導電動機を電動車両1両あたり4基搭載する。連続定格出力は300 kWとし、交流モーターの採用により100系の直流モーターと比較して出力は約30 %アップしながら質量は約半分になっており、車両全体の軽量化に寄与している。
VVVFインバータ制御を利用した回生ブレーキを新幹線車両として初めて装備し、ブレーキ性能を強化した。ただしモーターのない付随車は回生ブレーキが装備できないため、渦電流ブレーキを装備する。本系列からブレーキ制御に応荷重装置を追加したが、これは車体の軽量化により編成全体に占める旅客質量の比率が高まったためである。
ただし前述のアルミ合金車体の採用による軽量化は、付随車で渦電流ブレーキ装置の質量がモーターより重く、さらに機器の中で最も質量のある主変圧器を搭載していたことも相まって、モーター装備の電動車よりも付随車の方が重くなる結果になった。その後開発された500系では全車電動車となったことから付随車採用時の質量増は発生せず、700系ではブレーキ装置の軽量化と機器配置の最適化によって電動車と付随車の質量を同等とした。

#### 台車
台車は鉄道総合技術研究所が開発した9023EF形台車をベースとした、新幹線の車両で初採用となる軽量ボルスタレス台車で、軽量で曲線通過性に優れる特徴を持っている。軸箱支持方式は270 km/h走行時の安定性を高めるため、0系以来のIS方式を改良し、軸箱前後にある軸ばねのコイルばね内に円筒積層ゴムを内蔵したウイングばね方式を採用しており、軸箱の上部と台車枠の間には軸ダンパーが装備されている。これは、ウイングばねのコイルばねが上下の荷重を支持して、軸箱の案内を円筒積層ゴムが行うようになっており、摺動部分がないため耐久性に優れる長所を持つ。また、ボルスタレス台車の首振りは枕ばねの撓みの許容により行うため、水平方向の剛性が低くなる特性があり、左右方向の空気ばねの撓みを抑えるための空気ばねストッパーが設けられており、台車枠と車体の中心ピン（牽引装置）との間にも左右動を抑えるダンパが装備されている。その他にも、ボルスタレス台車は蛇行動を起こしやすい特性があるため、その抑制を図るためのアンチヨーダンパが台車枠と車体の間に設けられている。軽量化のため、車輪径が910 mmから860 mmに縮小され、車軸も中グリ軸と呼ばれる中空式となったほか、台車枠端ばりの廃止、台車枠への高張力鋼、軸箱・歯車箱にアルミニウム合金の採用がなされた。駆動装置は100系でも採用されたWN平行カルダン駆動方式である。なお、300系の台車のこれらの装備と機構は、その後の16両編成の700系とN700系の台車にも採用されている。
形式はM車がTDT203形、T車がTTR7001形である。質量はTDT203形が6,689 kg、TTR7001形が6,914 kgで、100系DT202形の9,800 kgやTR7000形の9,225 kgから大幅な軽量化を達成した。

#### 集電装置など
パンタグラフは当初、下枠交差形に大型カバーを組み合わせたものを編成内に3基（6, 9, 12号車博多寄り）搭載していて、進行方向後ろ側の2基を上げていた。また、パンタグラフの離線によるスパークの発生を抑えるために特高圧引通線を屋根に設置して各ユニットを電気的に接続していた。各車両間はケーブルヘッドを介して接続していた。走行中は、騒音低減のため後ろの2基使用で対応したが、トンネル内でパンタグラフカバーの影響により車両が左右に揺さぶられて乗り心地が低下することが判明したため、現車走行試験の結果をもとに1995年8月から1998年9月にかけて編成中央のパンタグラフを撤去、編成前後のカバーは形状が変更された。そして700系登場目前である1998年に落成したJ58 - J61編成は、パンタグラフは引き続き下枠交差式であるが、高圧引き通し線が落成当初から700系と同様の直ジョイントと4両おきのケーブルヘッド式となっている。1999年度からは700系で採用された低騒音化技術を反映して、全編成を対象にシングルアームパンタグラフ、がいしカバー、直ジョイントを搭載する改造を実施している。
- TPS203型[29]
  - 折り畳み高さ：65 mm[29]
  - 標準作用高さ：575 mm[29]
  - 標準押上力：5.5 kg[29]
  - 総組み立て重量：140 kg[29]

J編成とF編成の外観上での見分け方として、パンタグラフカバーとJRロゴの色が異なることに加え、F編成では車体下部にリフティングジャッキをセットするための凹みが追加されている。

### 車内設備
16両編成で8 - 10号車がグリーン車、他は普通車である。100系まで存在した2階建車両や個室、食堂車及びカフェテリアはない。
グリーン車は横2列+2列の座席配列で、100系と同様読書灯を各席に設置してイヤホン式のオーディオサービスがある。
普通車は横3+2列の座席配列で、シートピッチ（座席の前後間隔）は100系と同じく1,040 mmと広い。また、本系列量産車からは、3人がけ座席のうち中央列座席（B席）については窓側席と通路側席の座席有効幅430 mmに対して30 mm広い460 mm幅とした。J1編成以外の定員はグリーン車200名と普通車1,123名の計1,323名、この標準定員と1車両毎の座席数の共通化が以降N700S系の途中まで東海道新幹線車両の基本となった。なお、J編成はブラウン系、F編成はグレー系の配色でまとめられている。普通席はおおよそ同一（モケット色違い）だが、グリーン席に関して言うと、ヘッドレストの張り出し、オーディオスイッチ・読書灯スイッチの配置、読書灯のデザイン、背もたれのシートバックポケットのデザインなどがJ編成、F編成の間で異なっている。
食堂車に代わり、7号車の東京寄り、11号車の博多寄りに車内販売準備室を兼ねた「サービスコーナー」を設置し、車内販売を実施していたが、ワゴンサービスの充実と利用率の低下に伴い2003年10月1日のダイヤ改正によりサービスコーナーは廃止され、以降は車販準備室のみとなった。また、奇数号車の洗面台同士の間には冷水器と紙コップが設けられていたが、700系デビュー以降は500系と同様に冷水器は使用停止となり、冷水器の箇所は板で塞がれた。

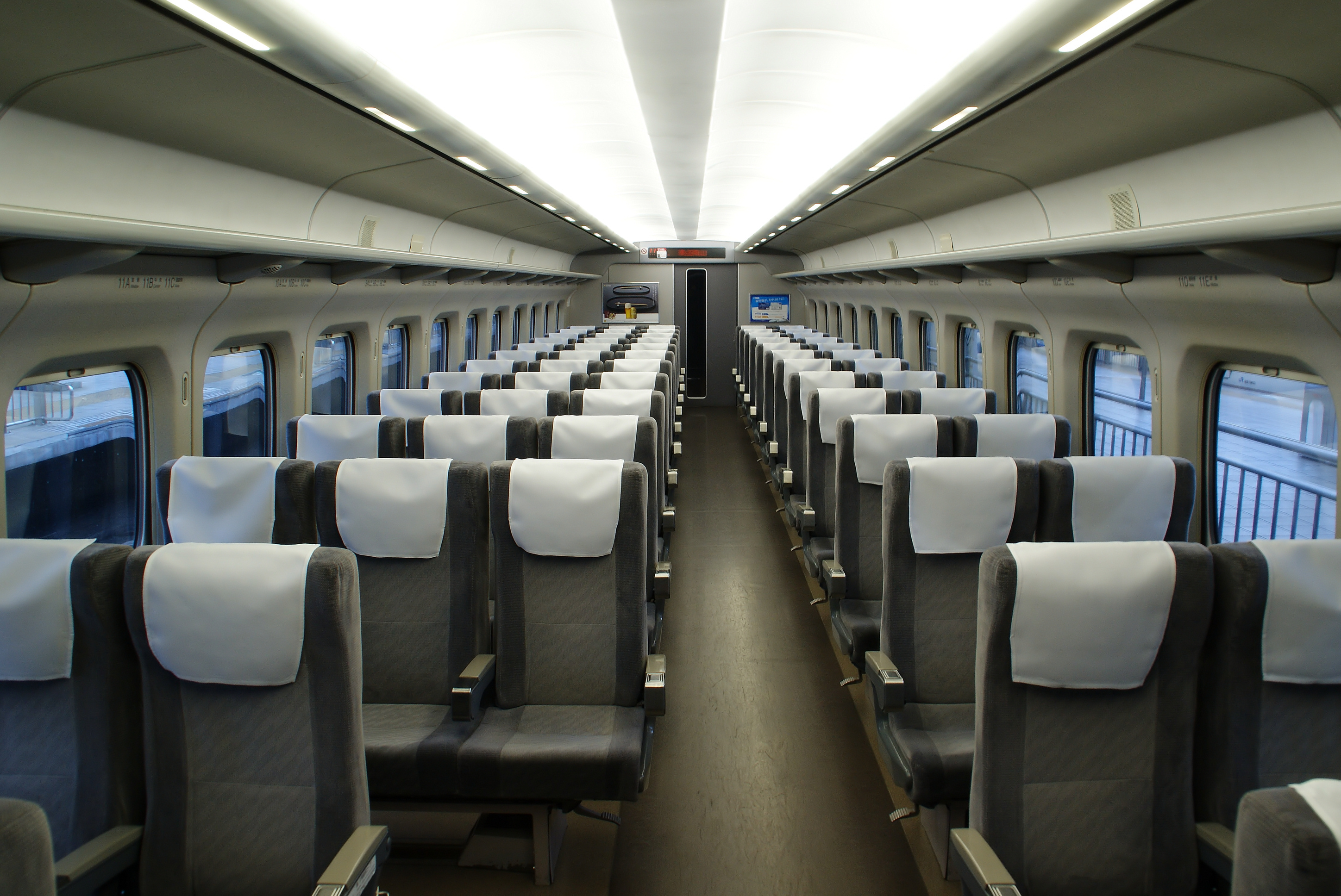
間接照明を採用した普通車（F編成）

車内照明は、間接照明が採用されている。これは車体断面縮小からくる全高の低下にもかかわらず、室内高の拡大（100系との比較で全高は3,800 mmから3,650 mmへ150 mm低下しつつ、室内高は2,100 mmから2,140 mmと40 mm拡大）を実現するための合理的な方法である。

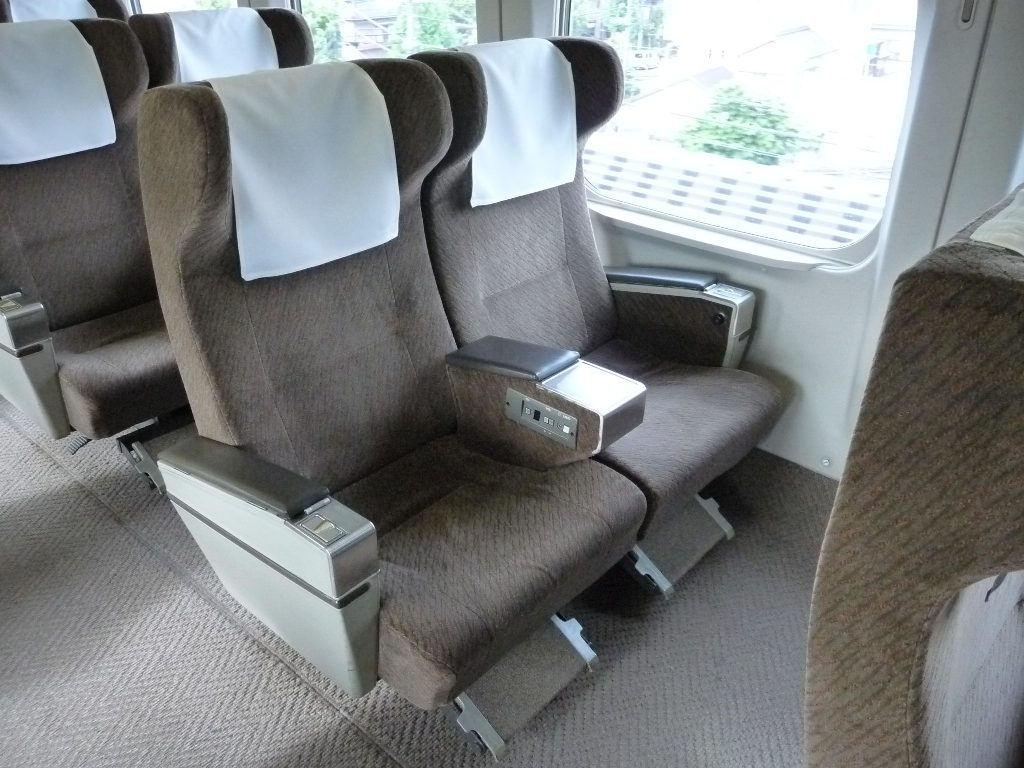
J編成 グリーン席
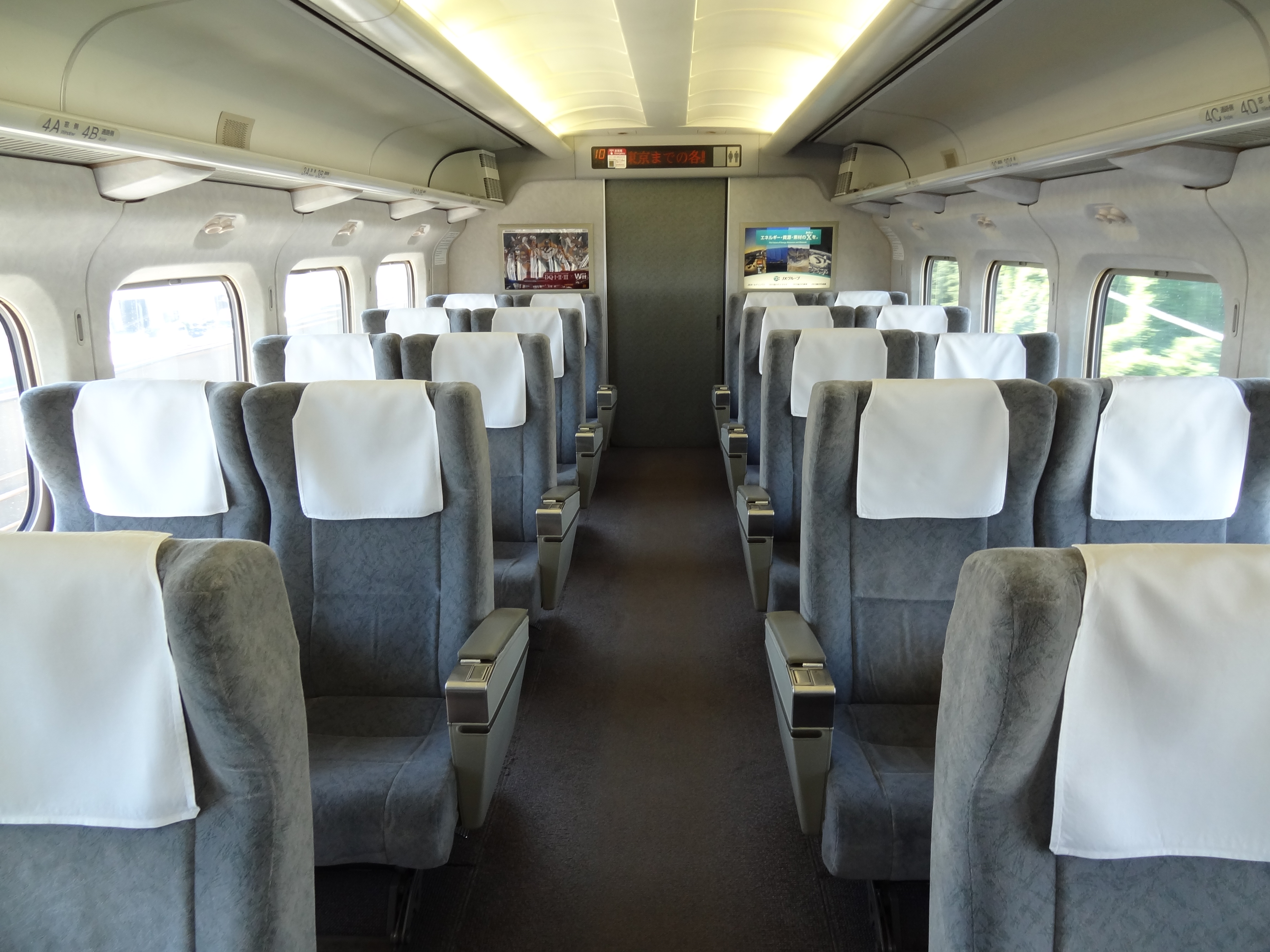
F編成 グリーン車
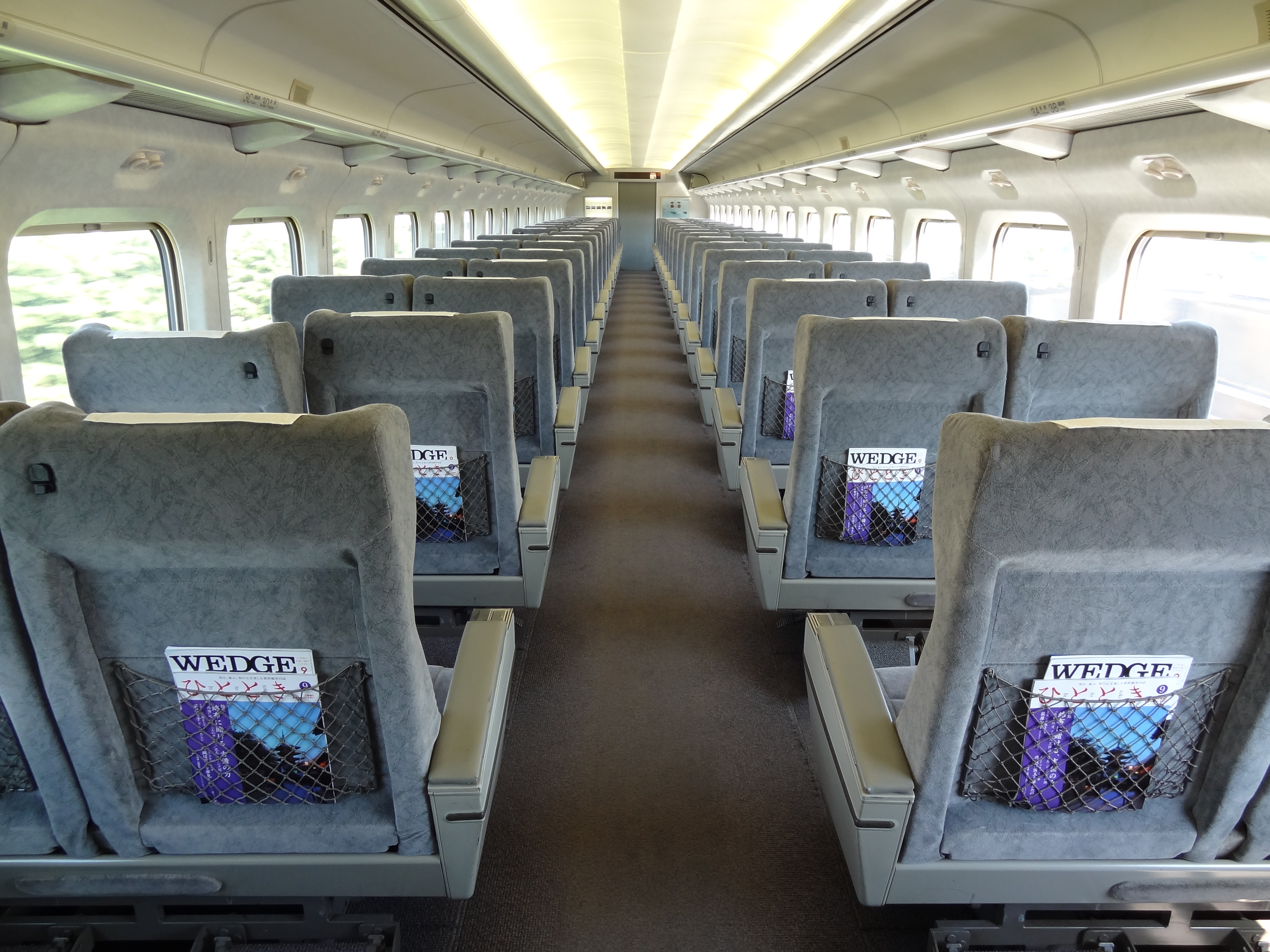
F編成 グリーン車
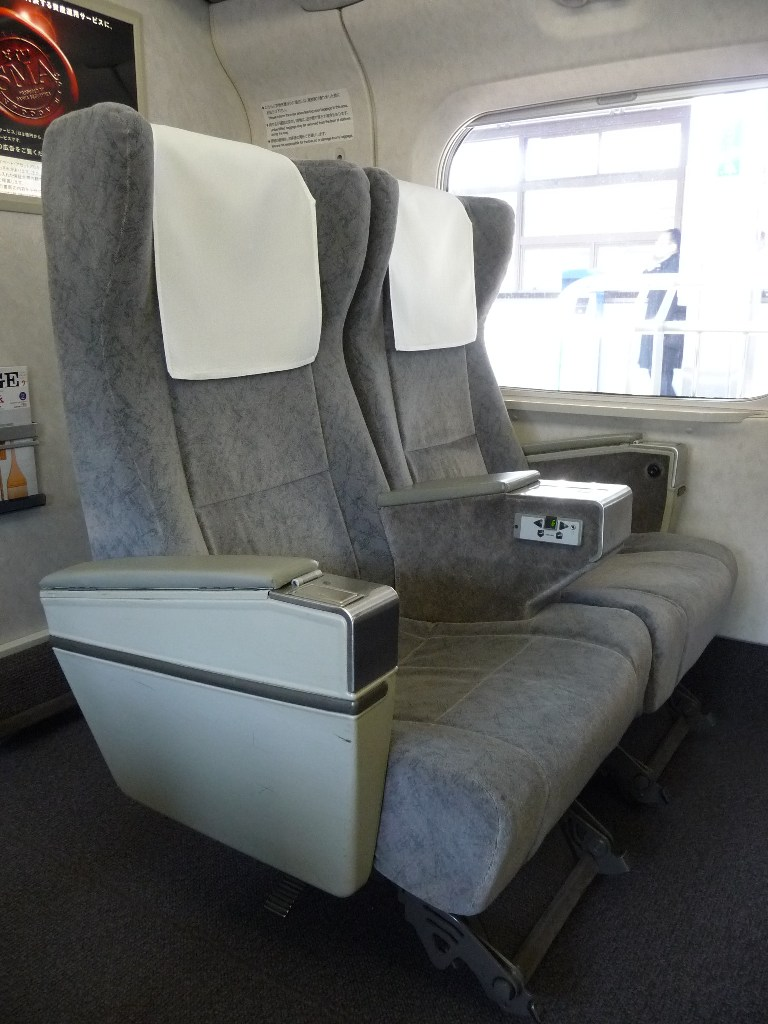
F編成 グリーン席
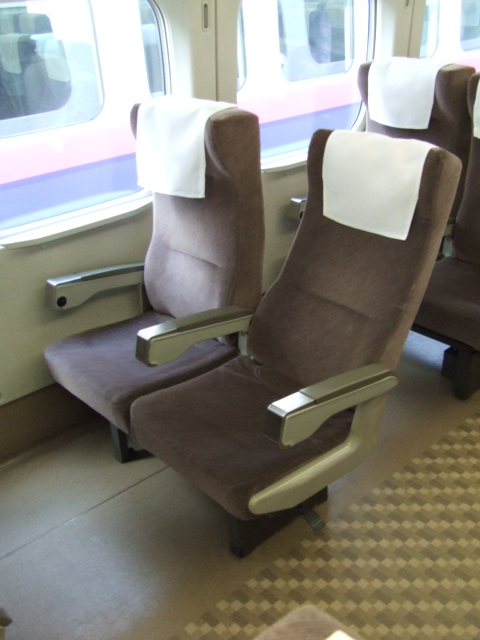
J編成 普通席
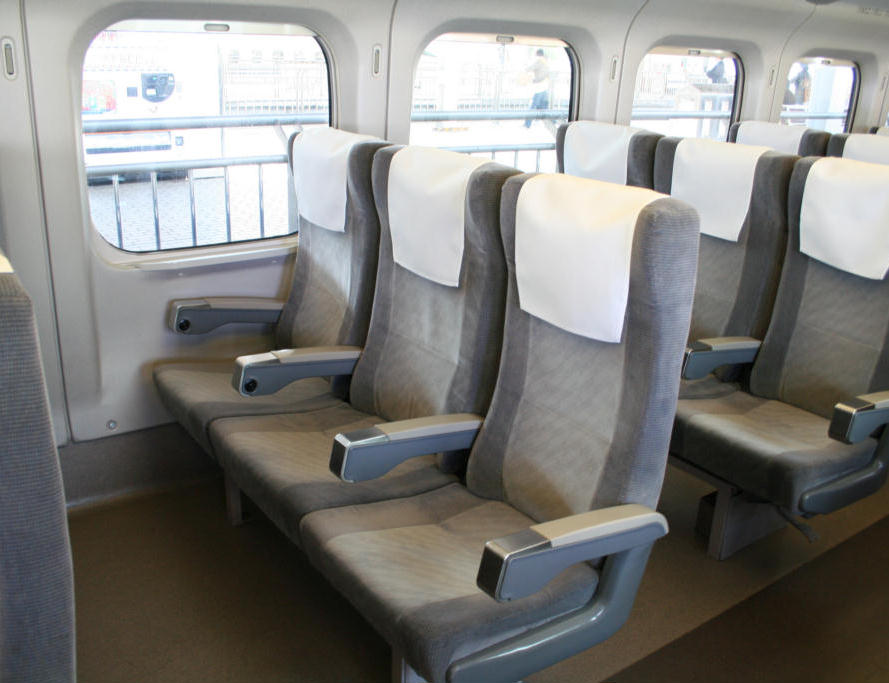
F編成 普通席
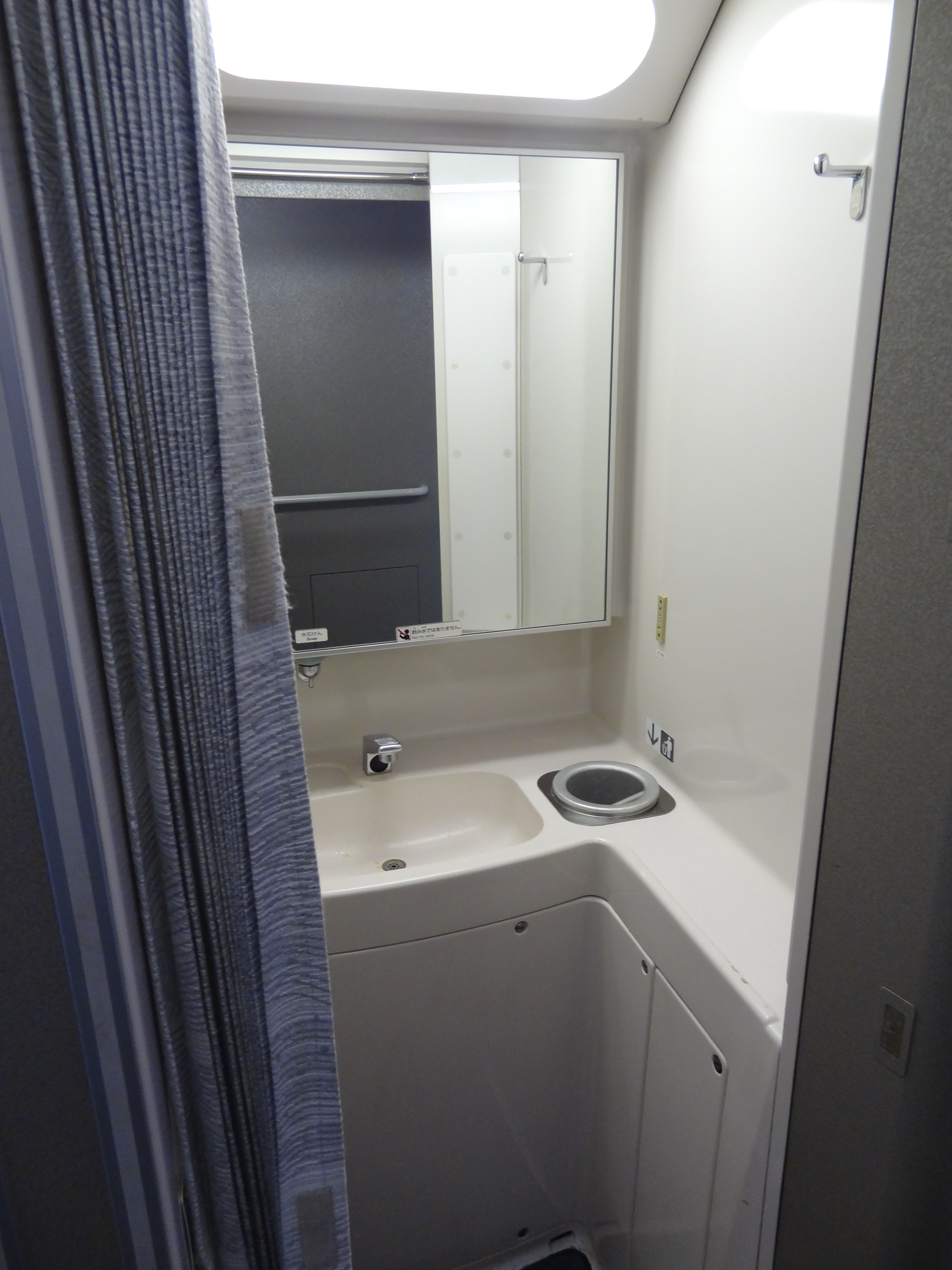
F編成 洗面所
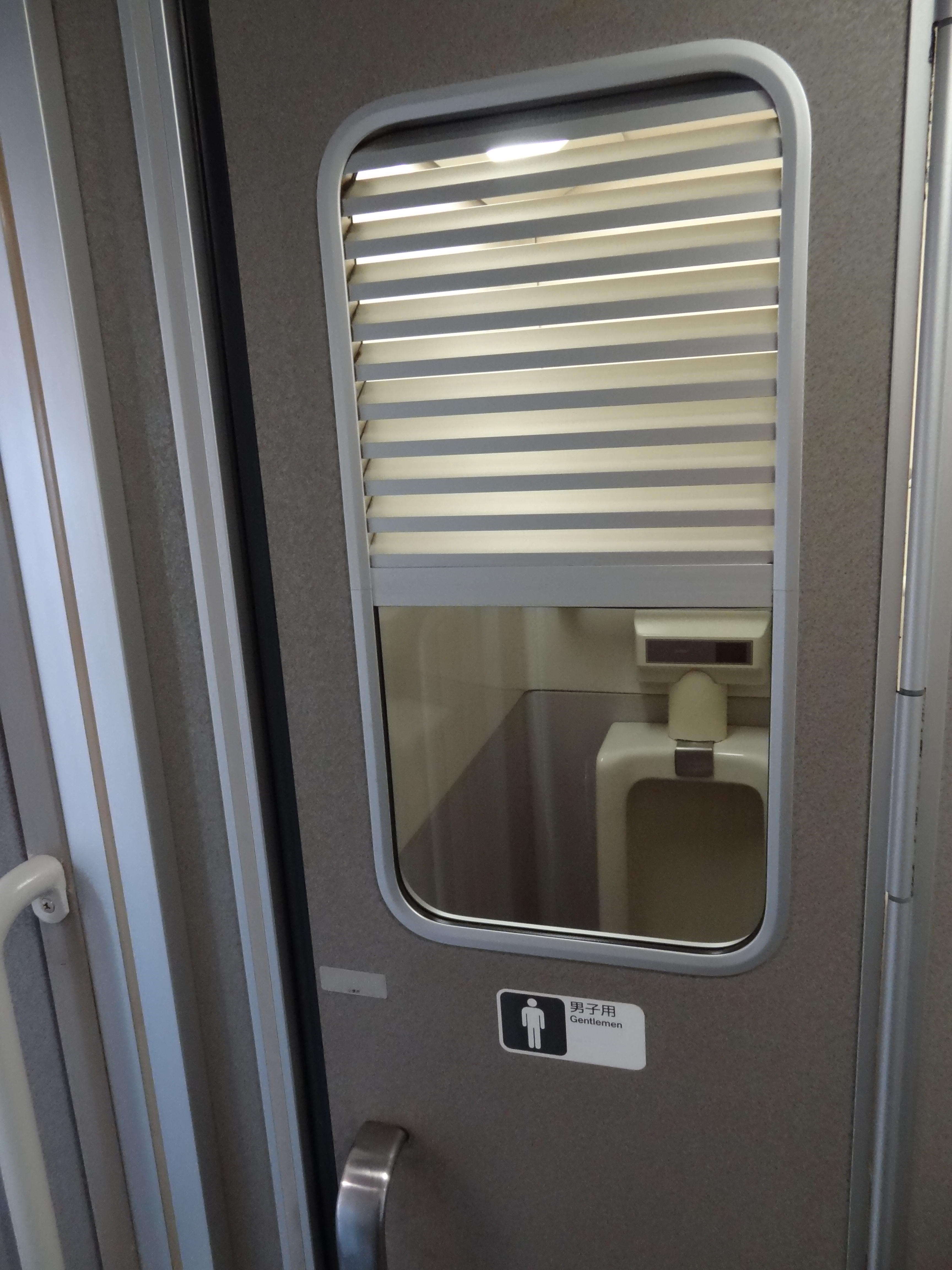
F編成 男子用トイレ
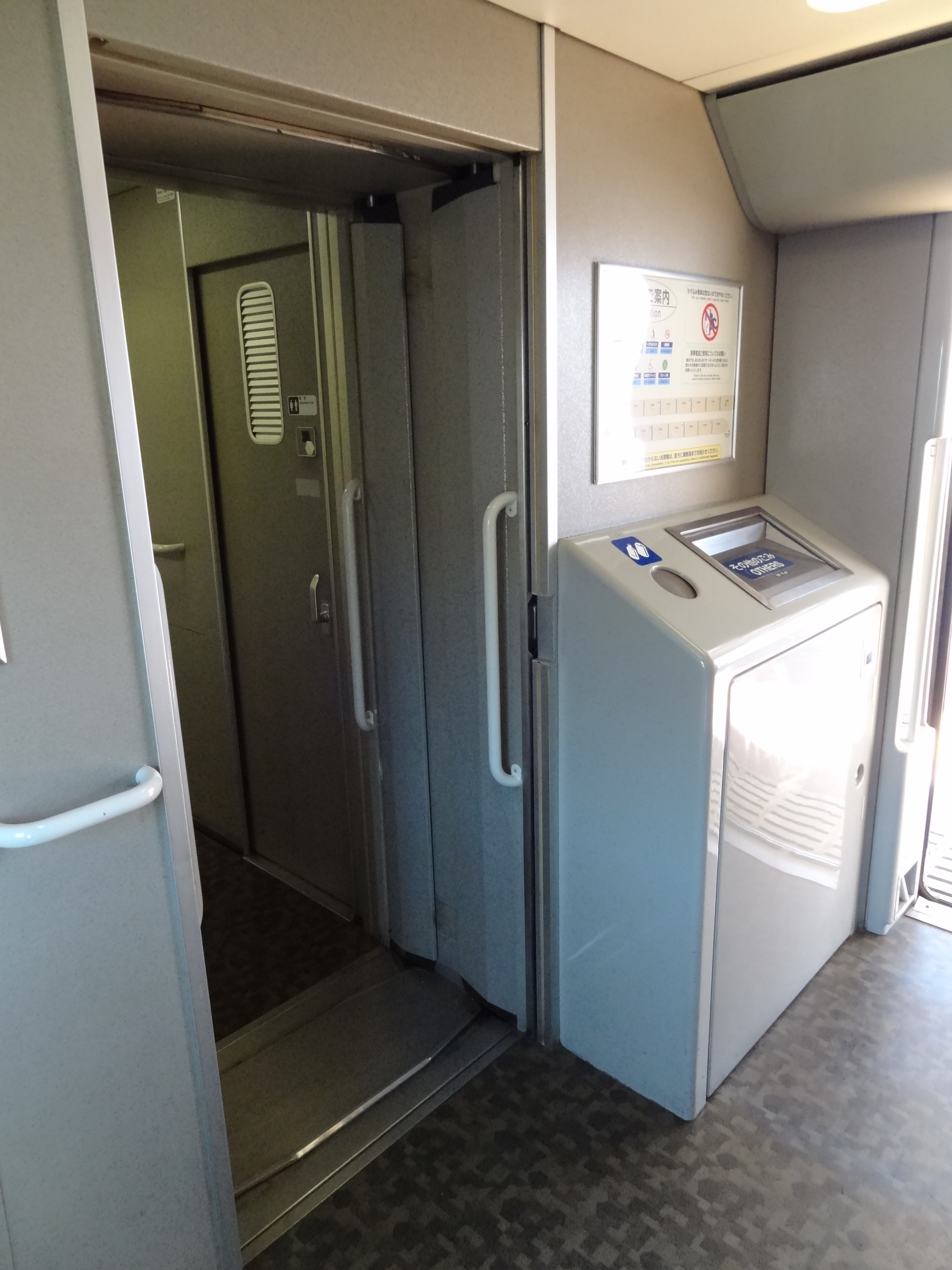
F編成 くず物入れ

## 形式および車種

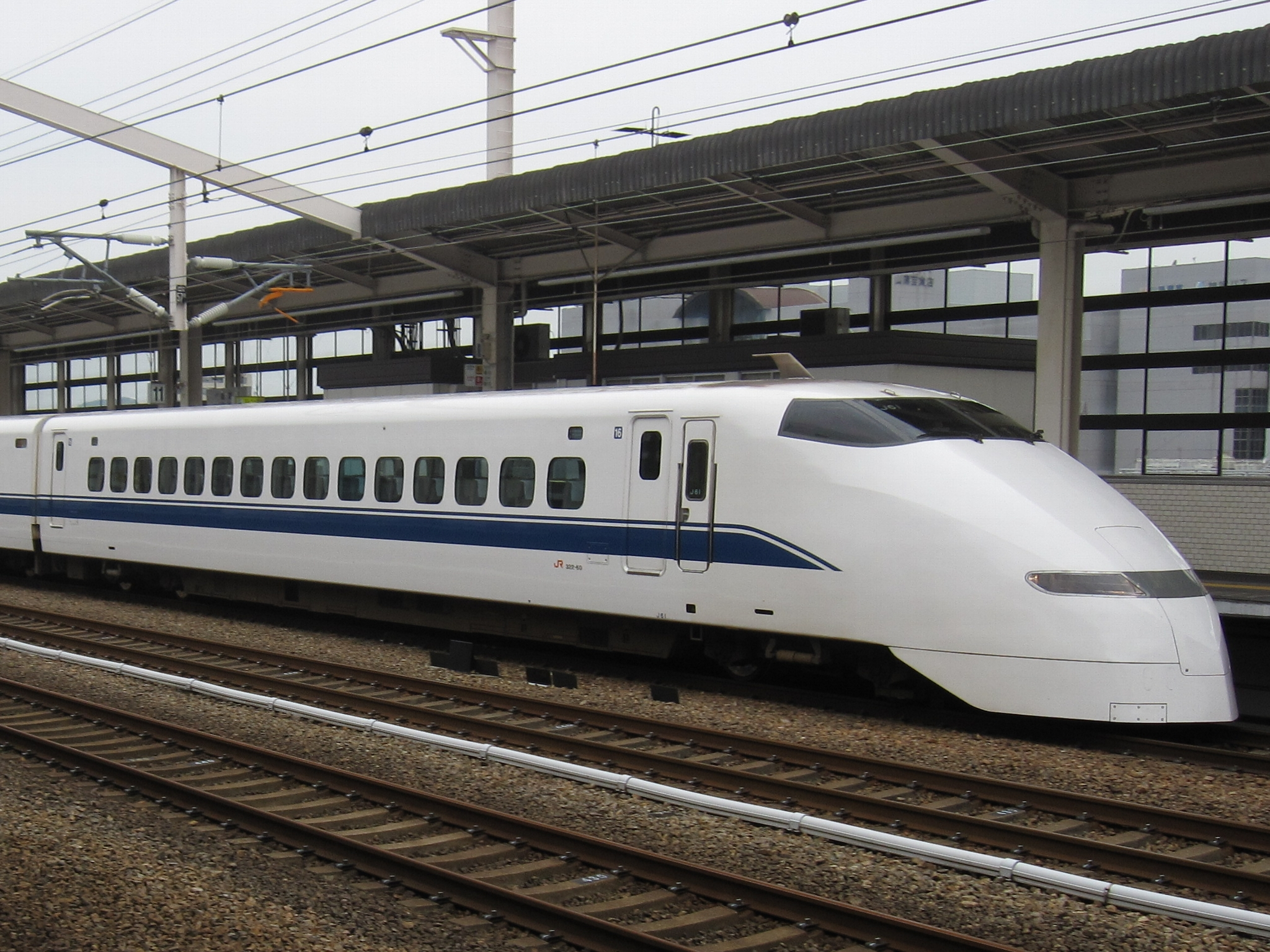
322形先頭車 (322-60) 姫路駅にて

本系列に属する各形式名とその車種は以下のとおり。
ユニットは2M1Tの3両を一組とする構成で、1号車（博多寄り先頭車）の323形は1両のみでユニットに属さないTC。2 - 16号車は、質量配分の平均化を狙い2両の電動車 (M) が1両の付随車 (T) の両端を挟む計3両M1+Tp+M2で1ユニットを構成する。この構成は新幹線車両では本系列のみとなっている。
| 300系編成表 |          |            |            |             |            |             |            |             |             |             |             |             |            |             |            |             |             |
| ← 博多東京 → |          |            |            |             |            |             |            |             |             |             |             |             |            |             |            |             |             |
| \| 号車 \| 号車 \| 1 \| 2 \| 3 \| 4 \| 5 \| 6 \| 7 \| 8 \| 9 \| 10 \| 11 \| 12 \| 13 \| 14 \| 15 \| 16 \| \| 形式 \| J・F編成 \| 323形 (Tc) \| 325形 (M1) \| 329形 (Tpw) \| 326形 (M2) \| 325形 (M1w) \| 328形 (Tp) \| 326形 (M2k) \| 315形 (M1s) \| 319形 (Tps) \| 316形 (M2s) \| 325形 (M1h) \| 328形 (Tp) \| 326形 (M2w) \| 325形 (M1) \| 329形 (Tpw) \| 322形 (M'c) \| \| 座席 \| 座席 \| 普通車 \| 普通車 \| 普通車 \| 普通車 \| 普通車 \| 普通車 \| 普通車 \| グリーン車 \| グリーン車 \| グリーン車 \| 普通車 \| 普通車 \| 普通車 \| 普通車 \| 普通車 \| 普通車 \| \| 定員 \| 定員 \| 65 \| 100 \| 85 \| 100 \| 90 \| 100 \| 75 \| 68 \| 64 \| 68 \| 80 \| 100 \| 90 \| 100 \| 80 \| 75 \| \| 搭載機器 \| 搭載機器 \| CP \| CI,APU \| MTr \| CI,CP \| CI \| MTr,APU \| CI,CP \| CI,APU \| MTr \| CI,CP \| CI \| MTr,APU \| CI,CP \| CI,APU \| MTr \| CI,CP \| \| 重量 \| 重量 \| 40.2 t \| 37.5 t \| 40.4 t \| 40.2 t \| 38.5 t \| 40.4 t \| 40.2 t \| 38.4 t \| 41.8 t \| 38.6 t \| 39.6 t \| 40.4 t \| 39.0 t \| 37.5 t \| 40.7 t \| 39.3 t \| \| ユニット \| ユニット \| \| 1ユニット \| 1ユニット \| 1ユニット \| 2ユニット \| 2ユニット \| 2ユニット \| 3ユニット \| 3ユニット \| 3ユニット \| 4ユニット \| 4ユニット \| 4ユニット \| 5ユニット \| 5ユニット \| 5ユニット \| |          |            |            |             |            |             |            |             |             |             |             |             |            |             |            |             |             |
| 号車 | 号車     | 1          | 2          | 3           | 4          | 5           | 6          | 7           | 8           | 9           | 10          | 11          | 12         | 13          | 14         | 15          | 16          |
| 形式 | J・F編成 | 323形 (Tc) | 325形 (M1) | 329形 (Tpw) | 326形 (M2) | 325形 (M1w) | 328形 (Tp) | 326形 (M2k) | 315形 (M1s) | 319形 (Tps) | 316形 (M2s) | 325形 (M1h) | 328形 (Tp) | 326形 (M2w) | 325形 (M1) | 329形 (Tpw) | 322形 (M'c) |
| 座席 | 座席     | 普通車     | 普通車     | 普通車      | 普通車     | 普通車      | 普通車     | 普通車      | グリーン車  | グリーン車  | グリーン車  | 普通車      | 普通車     | 普通車      | 普通車     | 普通車      | 普通車      |
| 定員 | 定員     | 65         | 100        | 85          | 100        | 90          | 100        | 75          | 68          | 64          | 68          | 80          | 100        | 90          | 100        | 80          | 75          |
| 搭載機器 | 搭載機器 | CP         | CI,APU     | MTr         | CI,CP      | CI          | MTr,APU    | CI,CP       | CI,APU      | MTr         | CI,CP       | CI          | MTr,APU    | CI,CP       | CI,APU     | MTr         | CI,CP       |
| 重量 | 重量     | 40.2 t     | 37.5 t     | 40.4 t      | 40.2 t     | 38.5 t      | 40.4 t     | 40.2 t      | 38.4 t      | 41.8 t      | 38.6 t      | 39.6 t      | 40.4 t     | 39.0 t      | 37.5 t     | 40.7 t      | 39.3 t      |
| ユニット | ユニット |            | 1ユニット  | 1ユニット   | 1ユニット  | 2ユニット   | 2ユニット  | 2ユニット   | 3ユニット   | 3ユニット   | 3ユニット   | 4ユニット   | 4ユニット  | 4ユニット   | 5ユニット  | 5ユニット   | 5ユニット   |

凡例
- MTr：主変圧器、CI：主変換装置、APU：補助電源装置、CP：空気圧縮機[32]

番台としては、試作編成である（J0→）J1編成は9000番台を、J2編成以降は0番台を、F編成は3000番台を名乗る。
315形 (M1S)
グリーン席を備える中間電動車。8号車として使用。主変換装置などを搭載する。定員68名（2+2シートが17列）。
316形 (M2S)
グリーン席を備える中間電動車。10号車として使用。車掌室を備え、主変換装置などを搭載する。定員68名（2+2シートが17列）。
319形 (TpS)
グリーン席を備える中間付随車。9号車として使用。荷物保管室、業務用室、便所、洗面所を備え、主変圧器などを搭載する。定員64名（2+2シートが16列）。かつて集電装置が搭載されていた。
322形 (M2C)
普通席を備える制御電動車。16号車として使用。東京向き運転台を備え、主変換装置などを搭載する。定員75名。
323形 (TC)
普通席を備え、唯一ユニットに属さない制御付随車。1号車として使用。博多向き運転台、便所、洗面所を備える。定員65名。
325形
普通席を備える中間電動車。主変換装置などを搭載する。
0・3000・9000番台 (M1)
2・14号車として使用。定員100名。
500・3500・9500番台 (M1w)
5号車として使用。便所、洗面所を備える。定員90名。
700・3700・9700番台 (M1h)
11号車として使用。便所、多目的室、洗面所、車内販売準備室、車椅子対応設備を備える。定員63名（700・3700番台）73名（9700番台）。
326形
普通席を備える中間電動車。主変換装置などを搭載する。
0・3000・9000番台 (M2)
4号車として使用。定員100名。
400・3400・9400番台 (M2k)
7号車として使用。便所、洗面所、車内販売準備室を備える。定員75名。
500・3500・9500番台 (M2w)
13号車として使用。便所、洗面所を備える。定員90名。
328形 (Tp)
普通席を備える中間付随車。6・12号車として使用。主変圧器、集電装置などを搭載する。定員100名。
329形 (Tpw)
普通席を備える中間付随車。便所、洗面所、車販準備室を備え、主変圧器などを搭載する。
0・3000番台
3号車として使用。定員85名。
9000番台
3号車として使用。かつて集電装置が搭載されていた。定員85名。
500・3500番台
15号車として使用。定員80名。
9500番台
15号車として使用。かつて集電装置が搭載されていた。定員80名。前述の通り、1993年の量産化改造時に9000番台から改番された。300系で唯一、改番を伴う改造を受けた車両である。

## 次車別解説

### J1編成（登場時：J0編成）
「のぞみ」車両の試験車として、1990年3月8日に東京第二車両所に配属された。製造費用は46億円となっており、先代の100系G編成と比較すると15億円高く、500系やN700系と同じである。なお、量産車の製造費用は40億円とされている。
1990年に303 km/hを記録しており、1991年（平成3年）2月28日未明には325.7 km/hを記録し、961形による国内最高速度記録を12年ぶりに更新している。

#### 量産車との相違点
| J1編成（浜松駅） |  | J31編成（浜松駅） |
| J1編成（浜松駅） |  | J31編成（浜松駅） |

後に登場した量産車とは違った外見をいくつか持っていた。
- 屋根高さが、量産車が3,650 mmに対し、J0は3,600 mm
- 前面窓ガラスの形状の違い
- 先頭車両側面の台車近くにあるプレスライン（膨らみ）
- 前面ライトのガラスの形が角ばっている（量産車は丸みを帯びている）
- 前面スカートの分割ラインの違い
- 側面窓の高さ
- 運転台窓ガラス上部の取っ手（J1は横置きタイプだが、量産車は縦置きタイプ）

それらに加え、登場時の外観は以下のようなものだった。
- 連結器カバーに前面ライトと一体化するデザインの銀色の飾り帯がある（量産車は飾り帯のようなグレー塗装）。また、一時期連結器カバーには針状のアンテナのようなものが設置されていた
- 帯の色がこれまでの青20号ではなく水色（量産車は従来どおり青20号）
- シンボルマークが側面に描かれている

J0登場当初は東海道新幹線がBT饋電方式を採用していたため、パンタグラフは各ユニットに1台ずつの計5台（3・6・9・12・15号車）に搭載されていたが、1991年にAT饋電方式への切り替えが完了した後は3・15号車のパンタグラフを撤去、残った3台のうち9号車のものは予備として実使用パンタグラフを2台にまで削減した。その後、9号車のパンタグラフを撤去して2台のみとし、最終的に700系タイプのシングルパンタグラフとパンタカバーに変更された。

#### 量産化改造後
量産車登場後の1993年3月10日に量産化改造が行われてJ1編成となり営業運転に使用された。外観は量産車に合わされ、帯の色の変更、シンボルマークの消去が行われた。また、15号車の車号が329-9002から329-9501に改番されている。後に、飾り帯にあたる部分が量産車と同じくグレーの塗装となった連結器カバーに交換された。
トランスポンダの関係で、「のぞみ」での営業運転では東海道区間に限定されたが、「ひかり」では岡山・広島発着列車に時折使用された。2001年以降は、再び試験車として使用されることとなり、営業運転からは2000年に離脱した。
N700系に搭載される新型パンタグラフや車体傾斜システム、全周幌のほか、東海道新幹線区間で新たに採用されたデジタルATCの試験にも充当された。

### 1次車
1990年に落成した先行試作車であるJ0編成による長期試験走行の結果、「のぞみ」に充当するため、1992年1月から3月にかけて4編成64両（J2 - J5編成）が落成した。

### 2次車

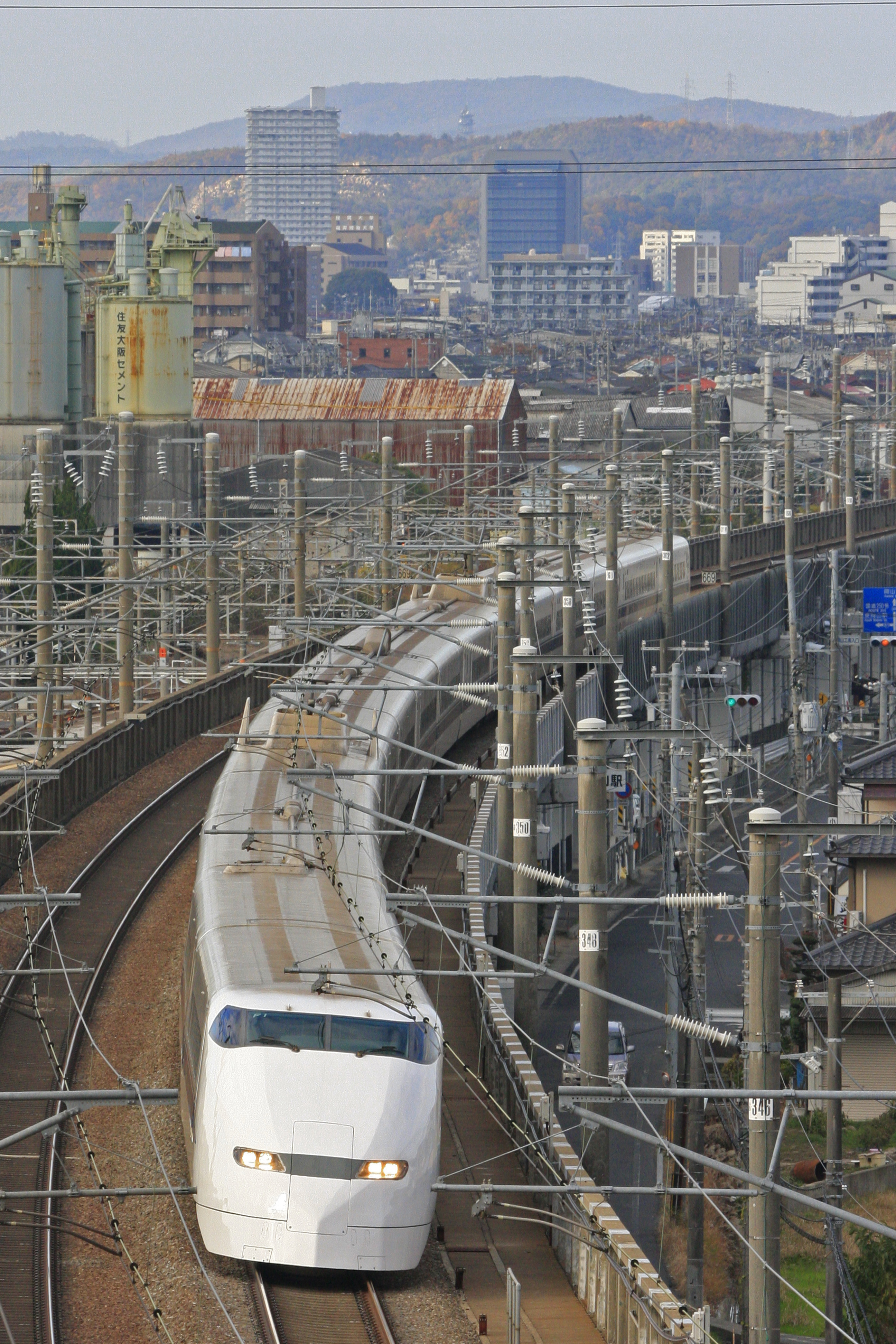
F1編成

1993年3月18日ダイヤ改正から行われた「のぞみ」1本/時運転に対応するため、1992年9月から1993年3月にかけて10編成160両（J6 - J15編成）が落成した。また、JR西日本所属のF1 - F5編成も製造された。
座席ひじ掛けの耐久性を向上させたほか、グリーン車の座席はリクライニング時に枕の位置が最適となるよう背ずりの形状を変更した。付随車では床下の変圧器からの騒音対策として、床板をアルミニウムから鉄製に変更した。電動車では主電動機からの騒音対策として防振材と内装パネル内側に吸音材を追加し、振動対策として内装パネル継ぎ目にはスポンジゴムを配置した。東京 - 博多間の長距離運転に対応して、東京駅の折り返し時に給水が困難な1・3号車の水タンク容量を増大させ、乗車定員の少ない7・9号車を除いて汚物タンクの容量を増大した。

車内騒音軽減のために、加速時におけるモータ電流値の変更や防音板の挿入が行われた。

### 3 - 4次車

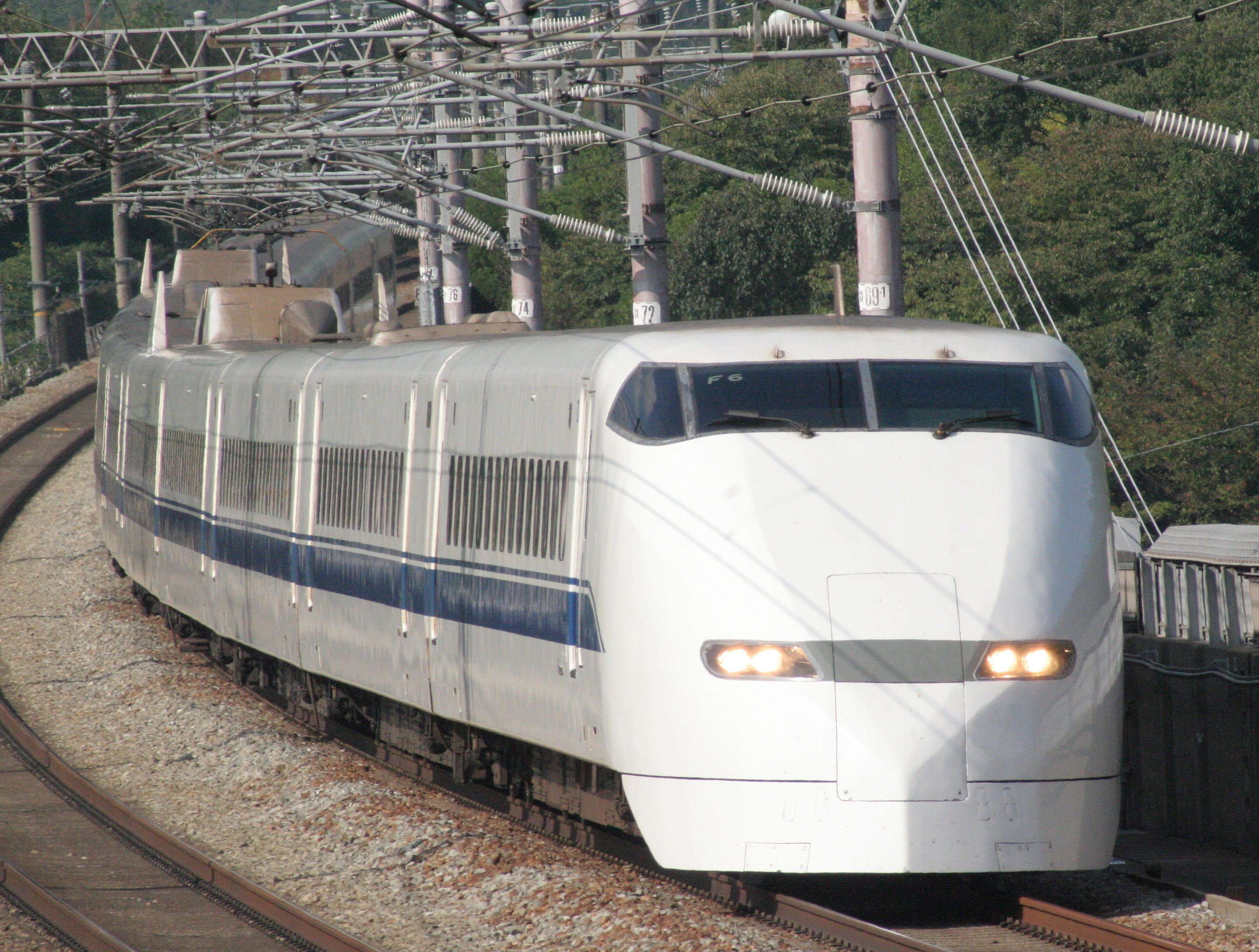
F6編成

0系の置き換え用として、1993年3月から1995年6月にかけて14編成224両（J16 - J29編成）が落成した。また、JR西日本所属のF6 - F9編成も製造された。

コストダウンのため、客用扉がプラグドアから引戸式に変更された。同様に空調装置はインバータ制御式から稼働率制御方式（ON/OFF制御方式）に変更した。

### 5 - 9次車
老朽車両取り替え用として、1995年8月から1998年3月にかけて28編成448両（J30 - J57編成）が落成した。その間、J51編成とJ52編成の間に700系先行試作車（C1編成）を導入し、ほぼ同時期にJR西日本では500系を9編成導入している。
J30編成以降はパンタグラフが2器の状態で落成されたため、8号車と9号車の間にある碍子のうち、8号車側の固定部分の傾斜角が2段階あったものから1段階あるものに変更された。
また、グリーン席のフットレストが、座席台座に固定される形から座席に固定される形に変更された。

### 10次車
老朽車両取り替え用として、1998年6月から10月にかけて4編成64両（J58 - J61編成）が製造された。J61編成をもって新造投入を終え、700系量産車の製作が始まった。
パンタグラフがシングルアーム形、各車両の特高圧引き通し線接続部分が4両おきのケーブルヘッド式に改められている。既存の編成にも追工事の形で行われた。
また9次車までと違い8号車と9号車の間にある碍子のうち、8号車側の固定部分が700系準拠の傾斜角に変更された。

## 車両欠陥

### 初期トラブル
営業運転前の試運転が不十分だったため、営業運転開始後は故障が続発し、頻繁に運転打ち切りが発生するなど、のぞみ301号の名古屋飛ばしとともにマスコミから連日クローズアップされることになった。走行不能に陥って運転が打ち切りになるなど深刻な事態に発展するケースもしばしば発生し、連日報道機関から強く非難された。
営業開始から4月25日までの1ヵ月半の間に183件（J2編成：48件〈そのうち主変換装置6件〉、J3編成68件〈そのうち主変換装置29件、ATC3件〉、J4編成55件〈そのうち主変換装置9件、ATC1件〉、J5編成12件〈そのうち主変換装置6件、ATC3件〉）ものトラブルが発生した。
1992年5月6日には名古屋駅 - 三河安城駅間を190 km/hで走行中の「ひかり238号」（新大阪発東京行き・J4編成）で主電動機を固定するボルトが折損し、4時間立ち往生するトラブルが発生した。これは最悪の場合高速走行中にモーターが線路に脱落し、大惨事に繋がる恐れのある重大インシデントであった。
さらに、1993年4月4日に岐阜羽島駅を通過中の「のぞみ号」の風圧で飛散したバラストが上りホームの乗客の右膝に当たり、4月30日には上下線の「のぞみ号」がすれ違い通過中に飛散したバラストが上りホームの乗客の額に当たる事故も発生した。このため、通過駅でバラストの飛散対策防止剤を散布するなどの対策に追われた。
また、この他にもネジの長さが足らずマスコンハンドルが外れたり（川崎重工の施工ミス）、パンタグラフの取り付けボルトの落下、台車の異常を知らせるランプの誤作動など準備不足が原因のトラブルが多数発生した。

### 構造
軽量化を目的にMT比をそれまでの100系の12M4Tから10M6Tに変更し、電動車を削減したが、付随車に採用した渦電流ブレーキの重量が嵩んだために逆に付随車の方が重くなってしまった。しかし基本仕様を変更するには設計を一からやり直す必要があったため、MT比が変更されることはなかった。
軽量化と低床化のために空調装置が床下に納められたことで、天井にある吹き出し口までダクトを延長する必要が生じた。このため長いダクト内で冷気が温められてしまい、冷房能力が不足する欠陥が見られた。TAU31形空調装置は床下集中式（1台）で、ヒートポンプ方式により58.14 kW（50,000 kcal/h）の容量を備える。軽量化のため、主枠とカバーをアルミニウム合金製とし、インバータによる能力可変制御（VVVF制御）を採用している。
300系のスタイルの決め手となっているレール面から近すぎるノーズポイントも、性能上で不都合を生じさせた。ノーズポイントがレール面から近すぎると、ノーズポイントの上面と下面で大きな圧力差が発生し、空気の流れが剥離することにより後尾車両で"尻振り"と呼ばれる現象が生じ、乗り心地を大きく悪化させる。尻振りはトンネル内で特に顕著に発生したが、300系の開発時にはこの現象が解明されていなかった。このため300系はレール面直上のノーズポイントから屋根まで一筆書きで続く、他の新幹線車両では見られない独特なワンモーションデザインになった。以後の新幹線車両からは尻振り性能を改善するためにノーズポイントが高く設定されるようになり、300系のような形状は見られなくなった。
また、2両に跨がった大きすぎるパンタカバーが仇となってトンネル内での蛇行動も発生し、パンタグラフ周辺の改修などといった対策はとられたが、一方で改修できない車体左側面とトンネル左下壁面との乱流の近接効果による左右動の問題は残されている。

### 内装
高速化を最優先させるための徹底的な軽量化が仇となり、220 km/hで走行していた100系と比べると高速運転に伴う前後衝動や振動、車内の騒音が増加。導入当初は「座席前のテーブルに置いたコーヒーがこぼれた」「サンドイッチが手も触れていないのに丸ごと床に転落した」等の苦情やクレームが相次いだ。座席のシートも金属ばねによる支持方式から薄いウレタンのみに取って代わられた上、座席の背もたれはかなり低めだったため座り心地は悪化、付随車においては加減速時に補助電源装置からの発生音が大きくなるなどの問題も発生した。
デッキのくず物入れが大人の膝下サイズにまで小型化されたため、投入口からは弁当殻などがあふれ出す状態になってしまった。
空調装置の床下への移設でダクトを壁内に納めたことにより、体感温度が外部の気温変化や直射日光の照射の影響を受けにくかった。これは外壁の薄いシングルスキンに接したダクト内を空気が通ってから室内に吹き出すため、夏は日光に暖められ冷房の効きが悪く、冬は外気温で冷やされて暖房の効きが悪くなるというように、エアコンの負荷効率は悪くなった一方で、壁面温度が先に制御されるので室内にいる人にとっては放射加熱や放射冷却の影響を受けにくくなっているからである。
本系列は新技術を数多く採用・実用化し、新幹線高速化の第一歩となった。そのため技術的には高く評価される車両だが、利用客にとっての居住性という観点からの評価は低いことが多い。これらに対しての反省や教訓から、JR東海では後継車両の700系開発には高速運転性能のみならず居住性を含めた快適性重視の姿勢をとった他、不具合の洗い出しのため営業投入前に40万kmの長期耐久試験の実施が常となった。振動低減や居住快適性アップなど利用者にはその成果を支持されている。これは新幹線に限らず、その後のJR各社の在来線新型特急車両の開発の際にも重視されるようになった。

### 乗り心地改良工事
2004年（平成16年）9月29日にJR東海は、J編成のうち後期に製造された編成を中心とする43編成（J17・J18・J20 - J26・J28編成以降）を対象に、乗り心地向上のためN700系の量産先行試作車で採用した改良型セミアクティブサスペンションを1・6・8 - 10・12・16号車の7両（両先頭車、グリーン車とパンタグラフ搭載車）に、改良型左右動ダンパを残りの9両にそれぞれ搭載し、700系で採用された非線形空気ばねとヨーダンパを全車両に搭載することを発表した。検査入場に合わせて順次施工し、2006年（平成18年）10月までに完了した。
車体間ダンパーは構造上の理由などから設置されなかった。なお、前期に製造されたJ2 - J16、J19、J27編成は、N700系への早期置き換え対象のため施工対象から外された。

## 運用の変遷

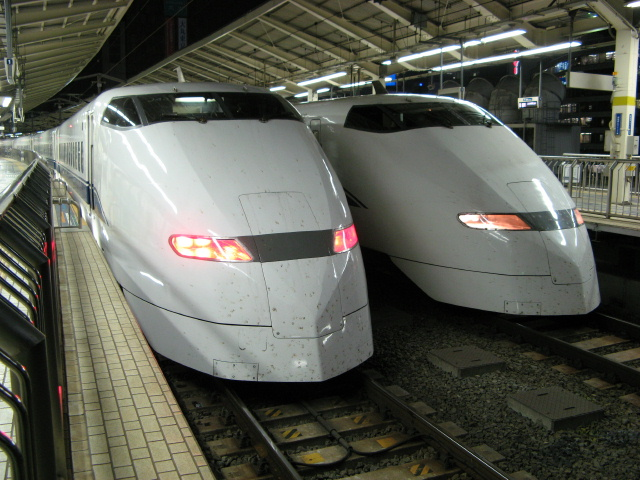
臨時「のぞみ」に充当されることが多かった300系
（2007年9月13日 東京）

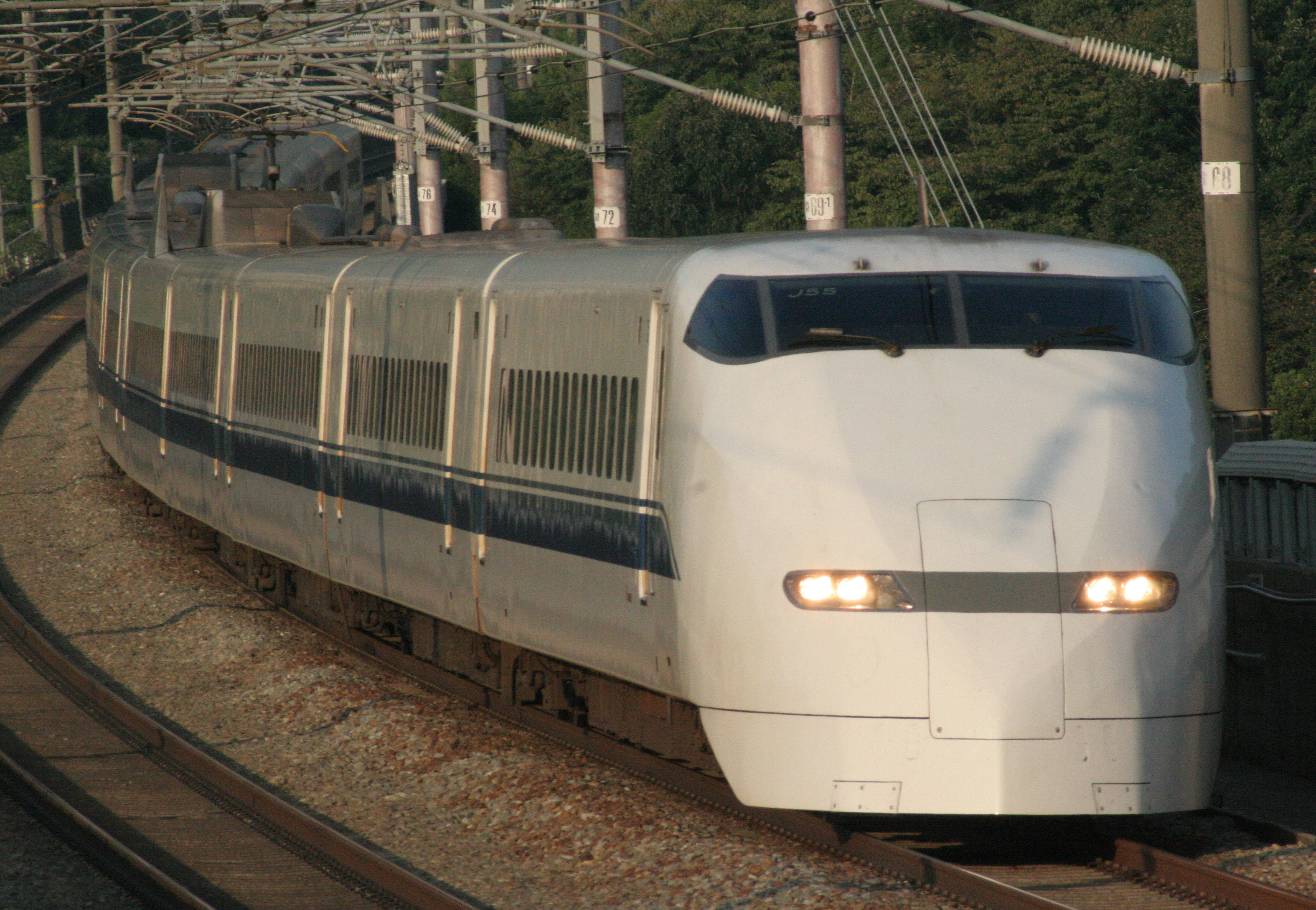
三原駅 - 東京駅間の「ひかり」に充当されていた300系J55編成
（2008年10月8日 岡山 - 相生間）

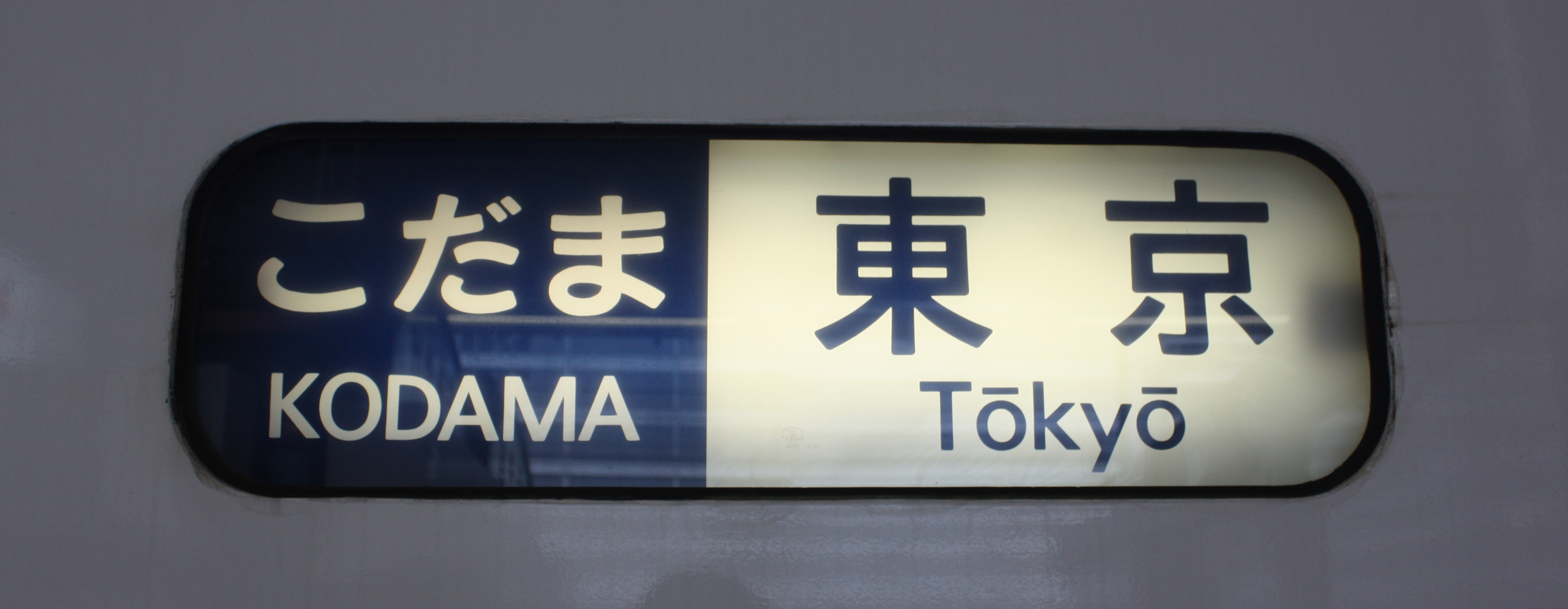
300系こだま方向幕

### 導入当初
1992年3月14日の導入時には、「のぞみ」2往復（早朝・深夜の各1往復・当時運転されているすべての「のぞみ」であった）と、日中の東京 - 新大阪間「ひかり」1往復（238号・243号）で運用されていた。
なお、導入前の1992年3月8日に試乗会がおこなわれ、同日に新幹線開発史において重要な存在である初代小田急3000形電車のさよなら運転があり、新旧の節目と報じられた。

### 博多直通後
1993年3月18日のJRダイヤ改正で、本系列による東京 - 博多間直通運転が始まった。初めて1編成につき全区間を1往復半運用を組むことが可能になり、0系の置き換えのためにJ61編成までの増備を続けつつ、編成数削減による運用合理化を可能にした。
その後、増備が進むにつれて「ひかり」での運用も増えていった。後継車両の700系の導入により2001年12月以降は「のぞみ」の定期運用から離脱し、引き替えに東海道新幹線の昼間の「こだま」にも充当されるようになったが、当時の「こだま」全列車と「ひかり」のうち名古屋・京都の2駅のみ、または新横浜を加えた3駅停車の列車は100系との共通ダイヤが組まれており、最高速度を220 km/hに抑えて走っていた。そのため、2003年10月の品川駅開業によるダイヤ改正が行われるまでその性能を持て余す状況が長らく続いた。その反面、1996年から1997年には静岡県内停車タイプや名古屋 - 新大阪間各駅停車タイプの定期「ひかり」のほとんどが最高速度が270 km/hに引き上げられ、また2001年には山陽区間に限り270 km/h運転を行う「ひかり」が設定されるなどのダイヤ改正が行われた。これらの列車には300系が限定運用に入ることとなり、その性能が活かされることとなっていった。なおJ1編成はトランスポンダの関係から「のぞみ」での山陽区間への入線ができない時期があった。
前述の乗り心地改善工事が始まってからは、工事を受けていない初期のJ編成（J2 - J16・J19・J27編成）が「のぞみ」「ひかり」運用を追われ「こだま」専用になるなど、新旧の編成間で運用が分かれていた。
2011年3月12日のダイヤ改正でJ編成は山陽新幹線に乗り入れる定期運用が消滅したが、運用調整のためF編成の運用に充当する場合があった。

### 置き換え
2007年から当系列の置き換え用として製作されたN700系の投入・増備が始まったことを受け、同年からJR東海所属のJ編成のうち、所定の経年である製造後13年を過ぎたものから運用離脱が始まった。
まず量産先行試作車のJ1編成が同年3月28日に浜松工場へ廃車回送され、3月31日付けで車籍抹消、同年7月21・22日の「新幹線なるほど発見デー」で展示され、16号車（322-9001）以外は4月末までに解体された。同編成は2003年以降営業運転から外れ、N700系をはじめとする新技術の開発に資するため試験車として代用されていたが、同系列の量産車登場によってその役割を終えた。
続いて同年7月11日付でJ14編成が廃車となり、量産車初の廃車となった。2007年度はこの後前半にJ2・J19のあわせて3編成が廃車になったのをはじめ、同年度後半にはさらにJ3・J4・J6・J8・J11の5編成が廃車となった。 
J編成の廃車はN700系Z編成（後に改造され、現在はX編成）増備の進行と共に順次進められており、2008年度末までには前述の工事を受けていない20編成が廃車となり、2009年4月時点のJ編成の在籍本数は41編成（J20 - J26・J28 - J61編成）となっていた。J編成の全般検査は2010年6月9日に出場したJ61編成をもって終了した。
JR西日本所属のF編成に関しては2010年まで廃車されなかったが、博多総合車両所広島支所に疎開されていたF5編成が2011年7月11日に博多総合車両所広島支所 - 新幹線鳥飼基地間で、翌12日に新幹線鳥飼基地 - 浜松工場間で回送され、14日付で廃車されたのをはじめ、その後8月にF6編成が、9月にF2編成が、10月にF1編成が、11月にF4編成とF3編成が、それぞれ浜松工場に回送された。
| 年   | J編成 | F編成 | 備考 |
| ---- | ----- | ----- | --- |
| 1990 | 1     |       | 先行試作車のJ0編成を新製                                                                                               |
| 1991 | 1     |       | |
| 1992 | 5     |       | J1 - J5編成を新製 |
| 1993 | 15    | 5     | J6 - J15・F1 - F5編成を新製 J0編成は量産化改造によりJ1編成に改番                                                       |
| 1994 | 21    | 9     | J16 - J21・F6 - F9編成を新製                                                                                           |
| 1995 | 27    | 9     | J22 - J27編成を新製 |
| 1996 | 36    | 9     | J28 - J36編成を新製 |
| 1997 | 45    | 9     | J37 - J45編成を新製 |
| 1998 | 57    | 9     | J46 - J57編成を新製 |
| 1999 | 61    | 9     | J58 - J61編成を新製 300系の増備終了                                                                                    |
| 2000 | 61    | 9     | |
| 2001 | 61    | 9     | |
| 2002 | 61    | 9     | 定期のぞみ運用から撤退                                                                                                 |
| 2003 | 61    | 9     | |
| 2004 | 61    | 9     | 品川駅開業 東海道新幹線の全列車が270km/h化                                                                             |
| 2005 | 61    | 9     | N700系の試作車が完成                                                                                                   |
| 2006 | 61    | 9     | |
| 2007 | 60    | 9     | J1編成が廃車 |
| 2008 | 52    | 9     | N700系の量産車登場により廃車開始 J2 - J4・J6・J8・J11・J14・J19編成が廃車                                              |
| 2009 | 43    | 9     | J5・J7・J9・J10・J12・J13・J15 - J18・J27編成が廃車 JR東海乗り心地改良工事未施行、およびプラグドア仕様編成全廃         |
| 2010 | 25    | 9     | J21・J24 - J26・J28・J29・J31・J38 - J43・J45・J46編成が廃車                                                           |
| 2011 | 9     | 9     | J22・J32 - J37・J47 - J52・J58・J59編成が廃車                                                                          |
| 2012 |       | 3     | 300系の営業運転終了 代替としてJR東海から700系9編成を譲渡 J30・J44・J53 - J57・J60・J61・F1 - F6編成が廃車（J編成消滅） |
| 2013 |       |       | F7 - F9編成が廃車（形式消滅）                                                                                          |

### 営業運転終了とさよなら運転

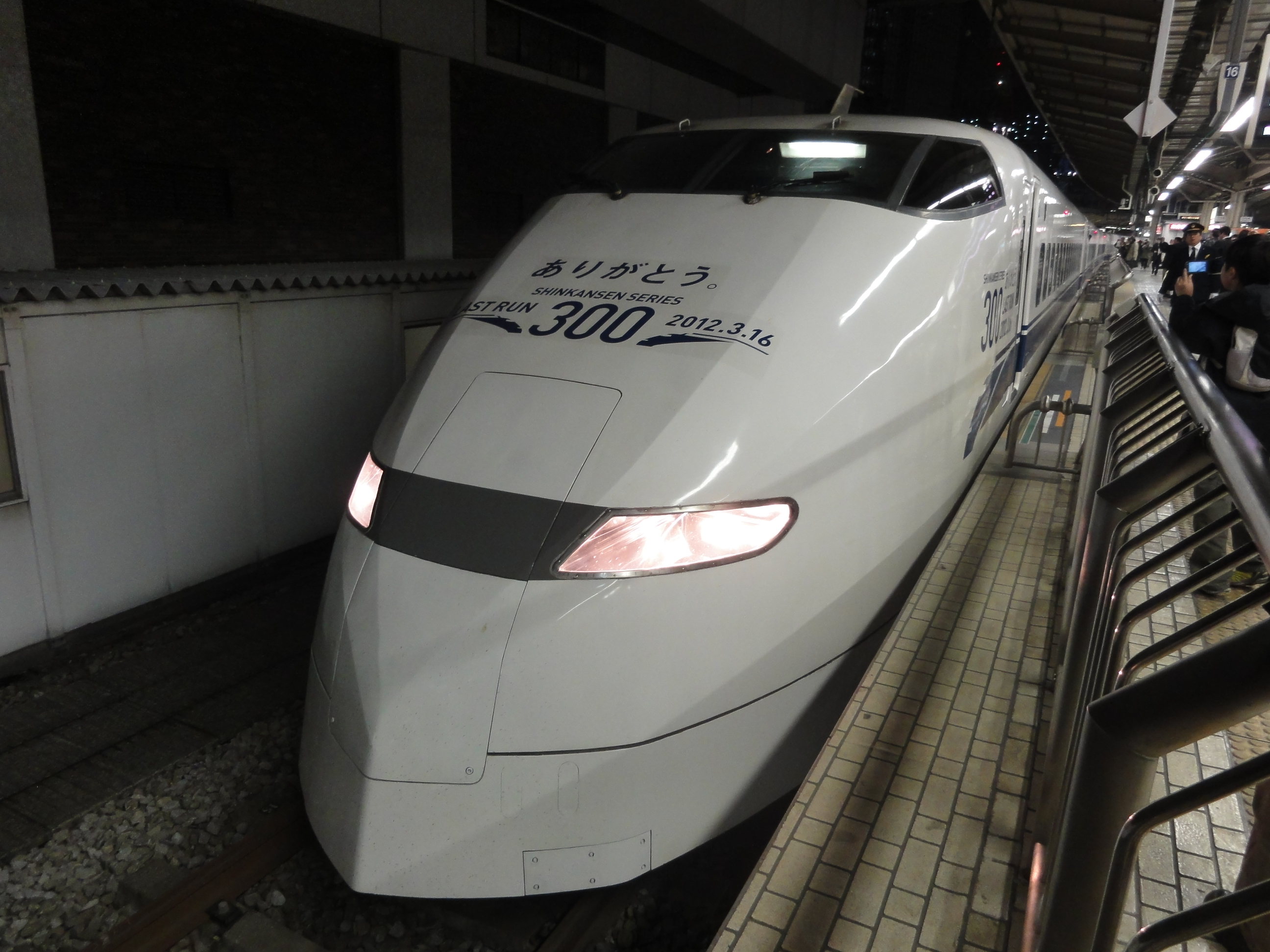
営業運転終了を記念してJ55・J57編成に施工された車体装飾

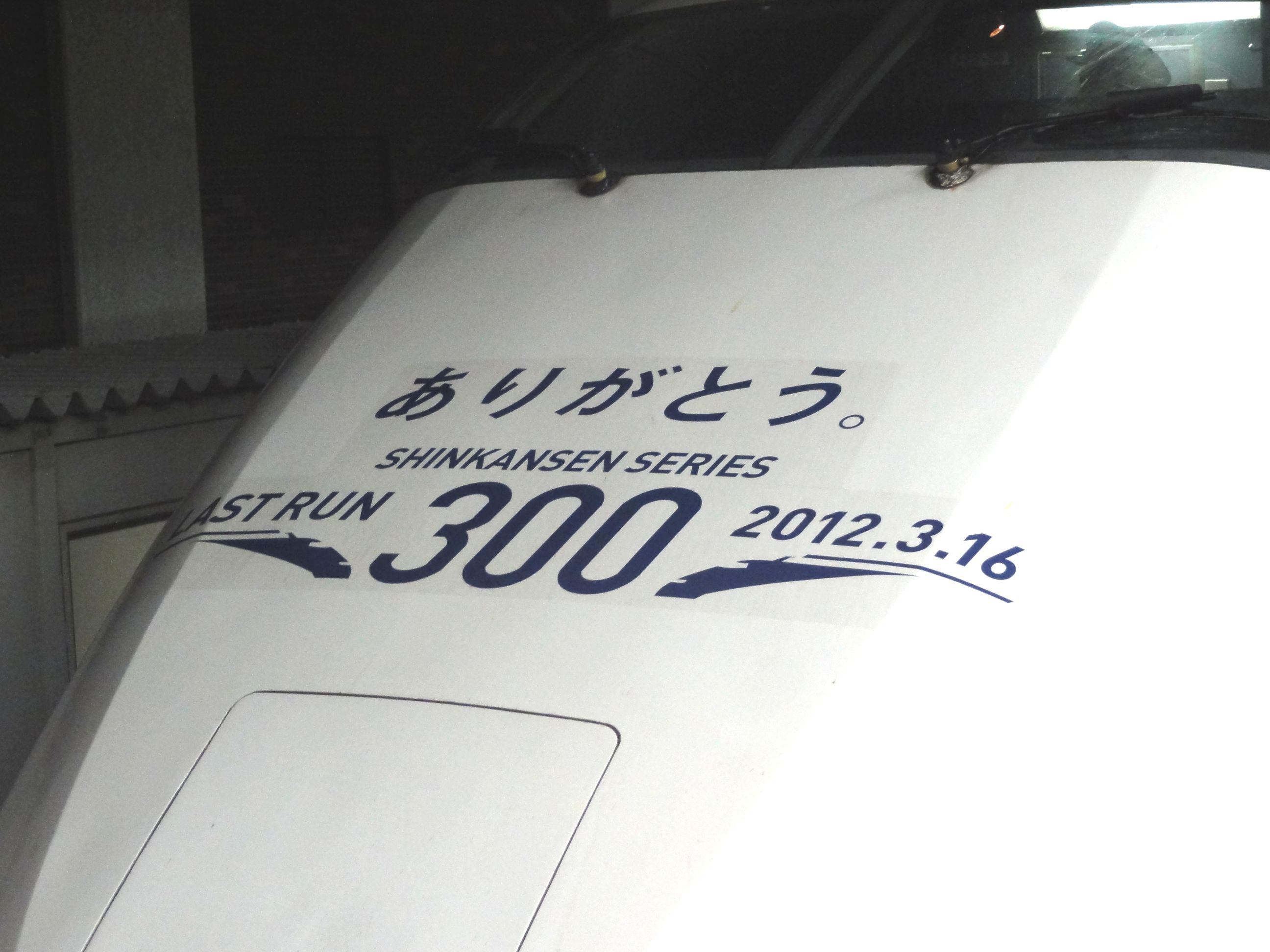
ありがとう300系装飾（ヘッドマーク）

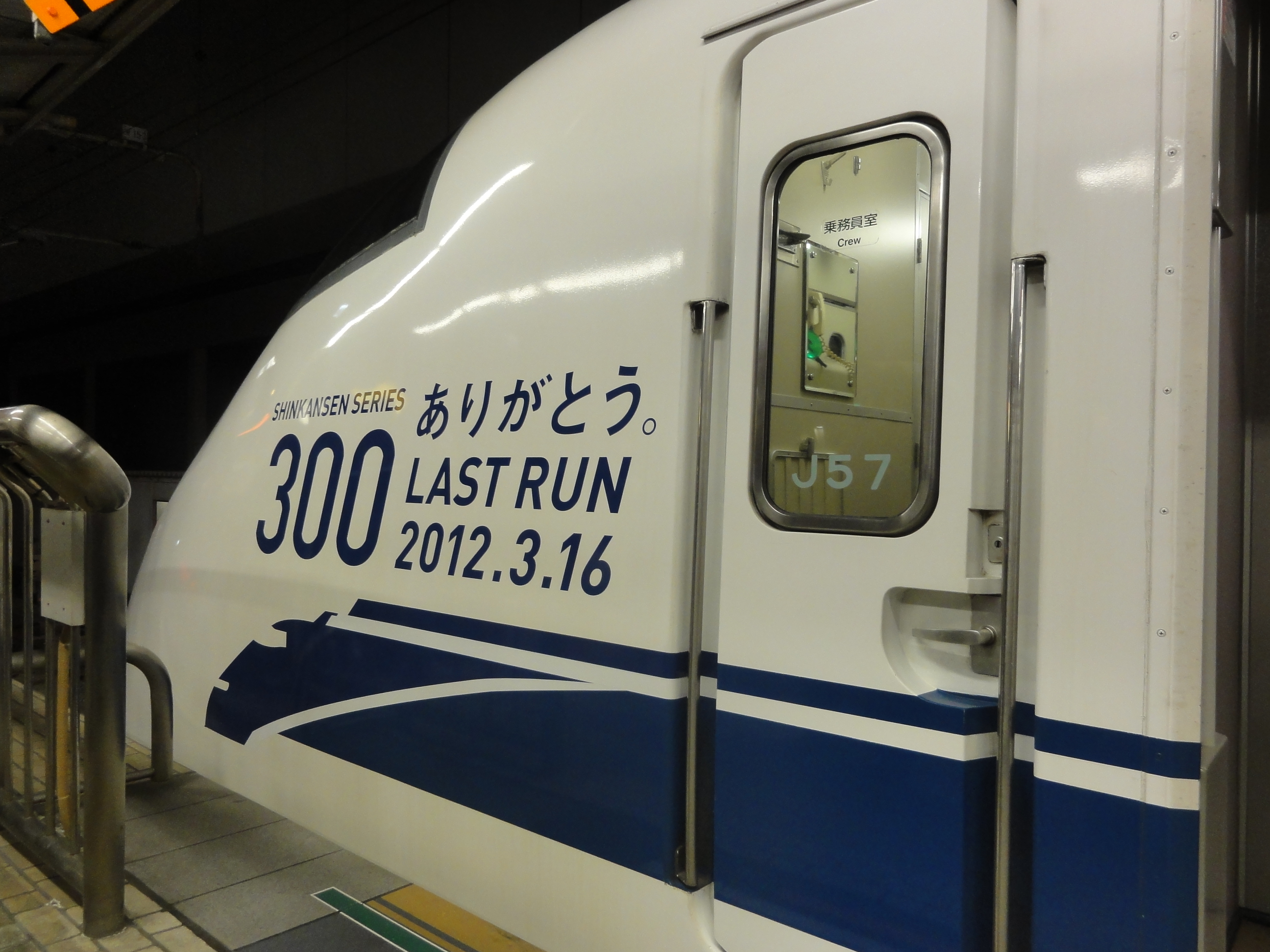
ありがとう300系装飾（サイドステッカー、先頭車）

2011年11月時点では、JR東海5編成・JR西日本3編成の計8編成まで数を減らした。
2012年3月17日のダイヤ改正において、300系はJR東海所属編成のほかJR西日本所属の9編成についても同社に残留していた100系とともに運用を終了した。JR西日本保有のF編成9編成の代替として、JR東海からJR西日本に同数の700系（C編成）9編成を譲渡した。
東海道新幹線における2012年1月10日以降の定期運用は次の通り。
- 「こだま」697号（三島6:50→新大阪9:53、F編成、3月12日まで）
- 「ひかり」501号（東京6:26→新大阪9:30、J編成、2月1日まで）
- 「こだま」659号（東京13:26→名古屋16:16、J編成、2月1日まで）
- 「ひかり」477号（東京15:03→岡山19:17、F編成、3月12日まで）
- 「こだま」807号（東京20:56→三島21:51、F編成、3月11日まで）
- 「ひかり」512号（新大阪10:13→東京13:10、J編成、2月1日まで）
- 「こだま」650号（新大阪10:50→東京14:47、F編成、3月12日まで）
- 「ひかり」482号（岡山16:26→東京20:40、F編成、3月11日まで）
- 「こだま」680号（名古屋19:28→東京22:17、J編成、2月1日まで）

また、山陽新幹線における2012年1月以降の定期運用は次の通り。
- 「こだま」727号（岡山6:50→博多9:53、F編成、3月13日まで）
- 「こだま」734号（博多7:10→岡山10:53、F編成、3月11日まで）

これにより、東海道新幹線での定期運用はJ編成は同年2月1日の「こだま」680号がJ57編成を使用して、F編成は同年3月12日の「ひかり」477号が、山陽新幹線での定期運用は同年3月13日の「こだま」727号がいずれもF8編成を使用してそれぞれ最終となった。

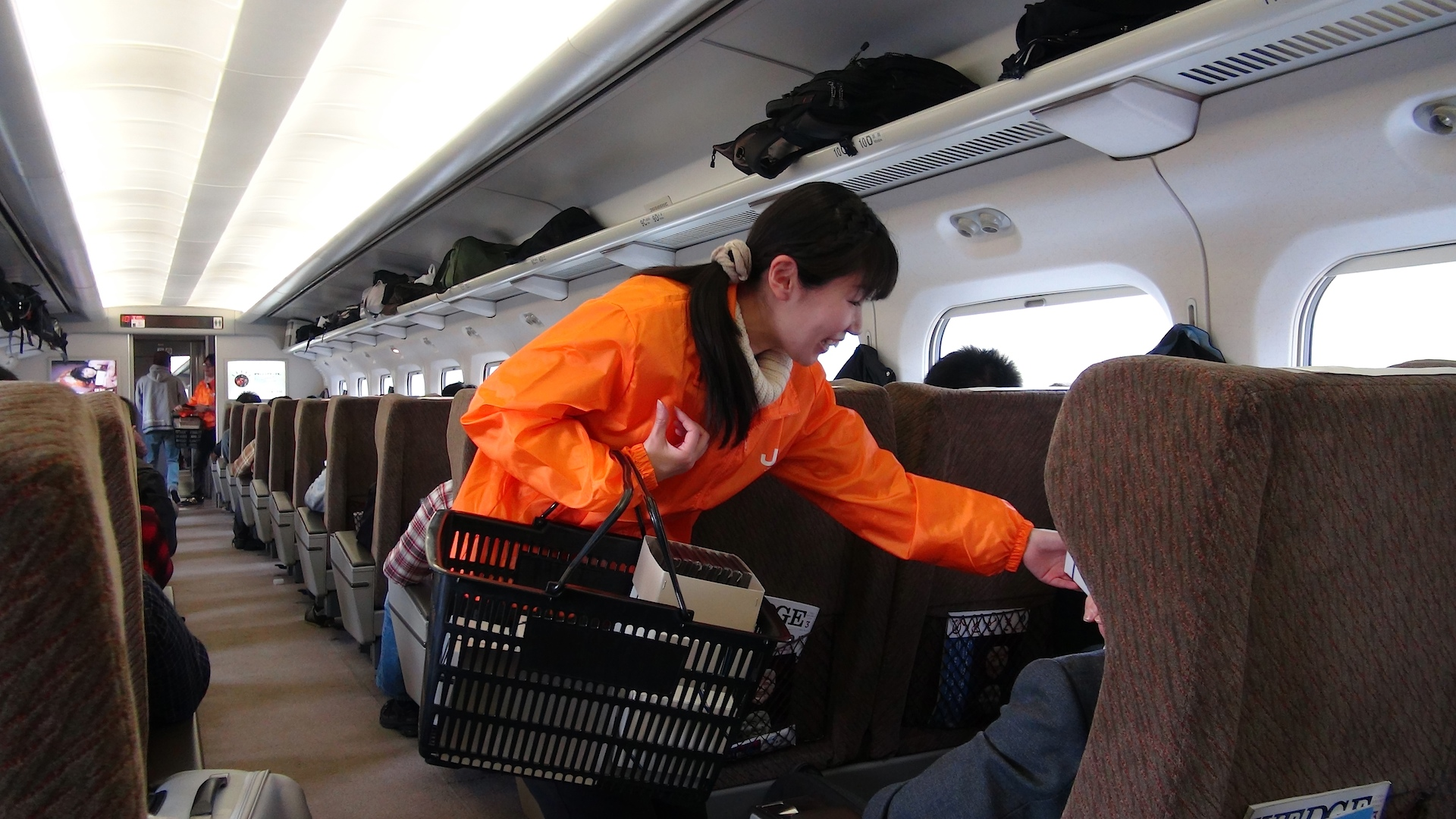
記念品が配られるのぞみ329号車内（J57編成）

さよなら運転は2012年3月16日に以下の臨時列車により運行された（いずれも全車指定席）。このうち、山陽新幹線で運転された「のぞみ609号」については、同日に営業運転を終了する100系のさよなら列車「ひかり445号」と岡山駅の同一ホームでさよなら列車同士が並ぶ演出が行われた。
- 東海道新幹線：「のぞみ」329号、J57編成、（東京10:47→新大阪13:23）
- 山陽新幹線：「のぞみ」609号、F7編成、（新大阪10:52→博多13:28）

J編成はさよなら運転に使用されたJ57編成が2012年3月23日付で廃車され、全車廃車された。F編成は2012年度初めの時点でF7編成 - F9編成が残存していたが、F9編成が10月20日に廃車されたことにより形式消滅し、同年10月をもって300系の登場から20年の歴史に幕を閉じた。

## 保存車両

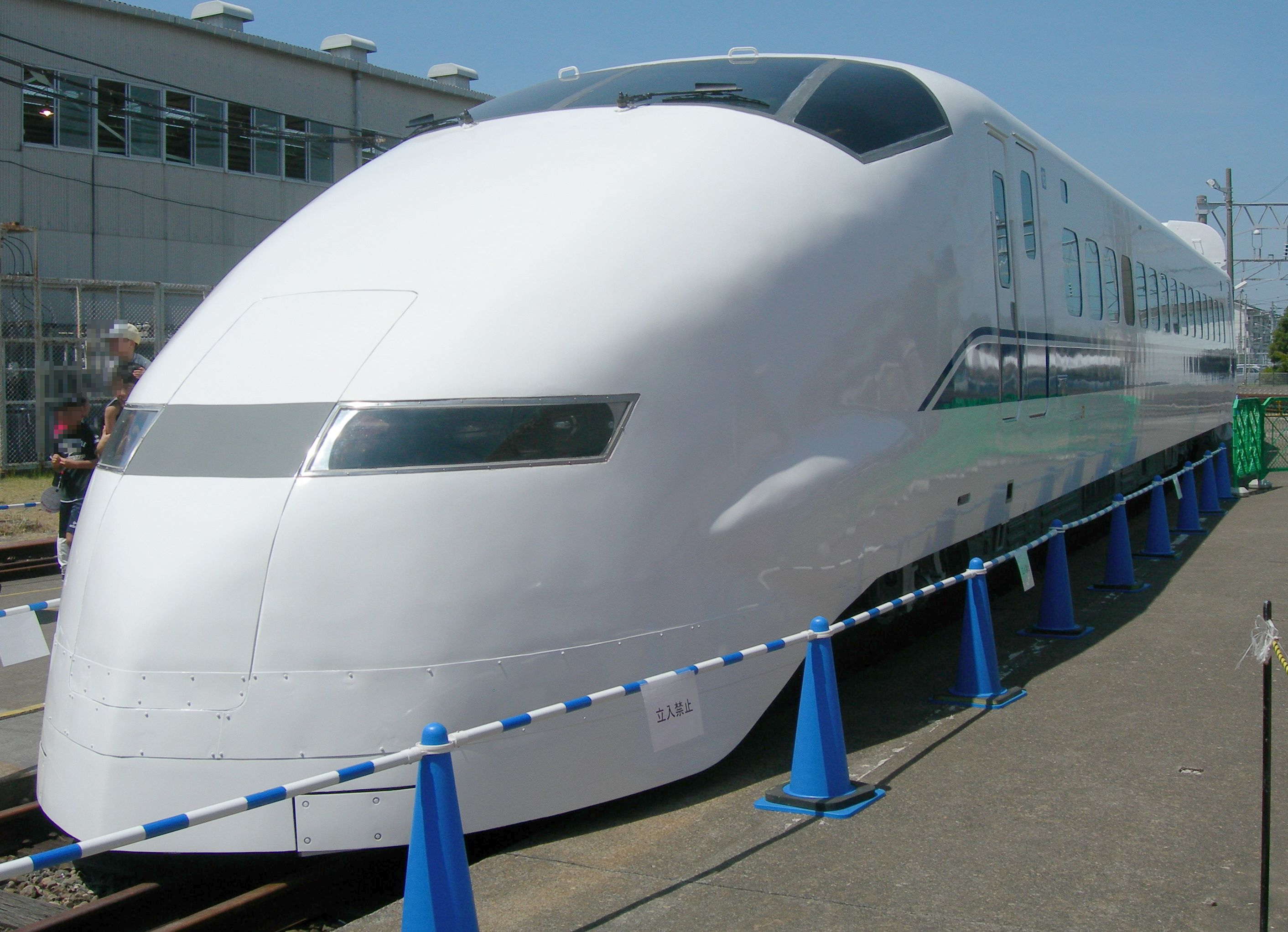
量産先行試作車 322-9001（J1編成）

- 322-9001（J1編成16号車） : 愛知県名古屋市港区 リニア・鉄道館
かつてはJR東海浜松工場に保存されていたが、リニア・鉄道館建設に伴い移設された[66]。
- 323-20（J21編成1号車）もリニア・鉄道館で保存展示されていたが、700系（723-9001、C1編成1号車）の搬入に伴い、入れ替わる形で2013年12月27日をもって展示を終了し[67]、その後浜松工場に送られて解体された[68]。
同じくリニア・鉄道館内には本系列のグリーン車座席や台車、パンタグラフなどが展示されている。